# Architettura manierista

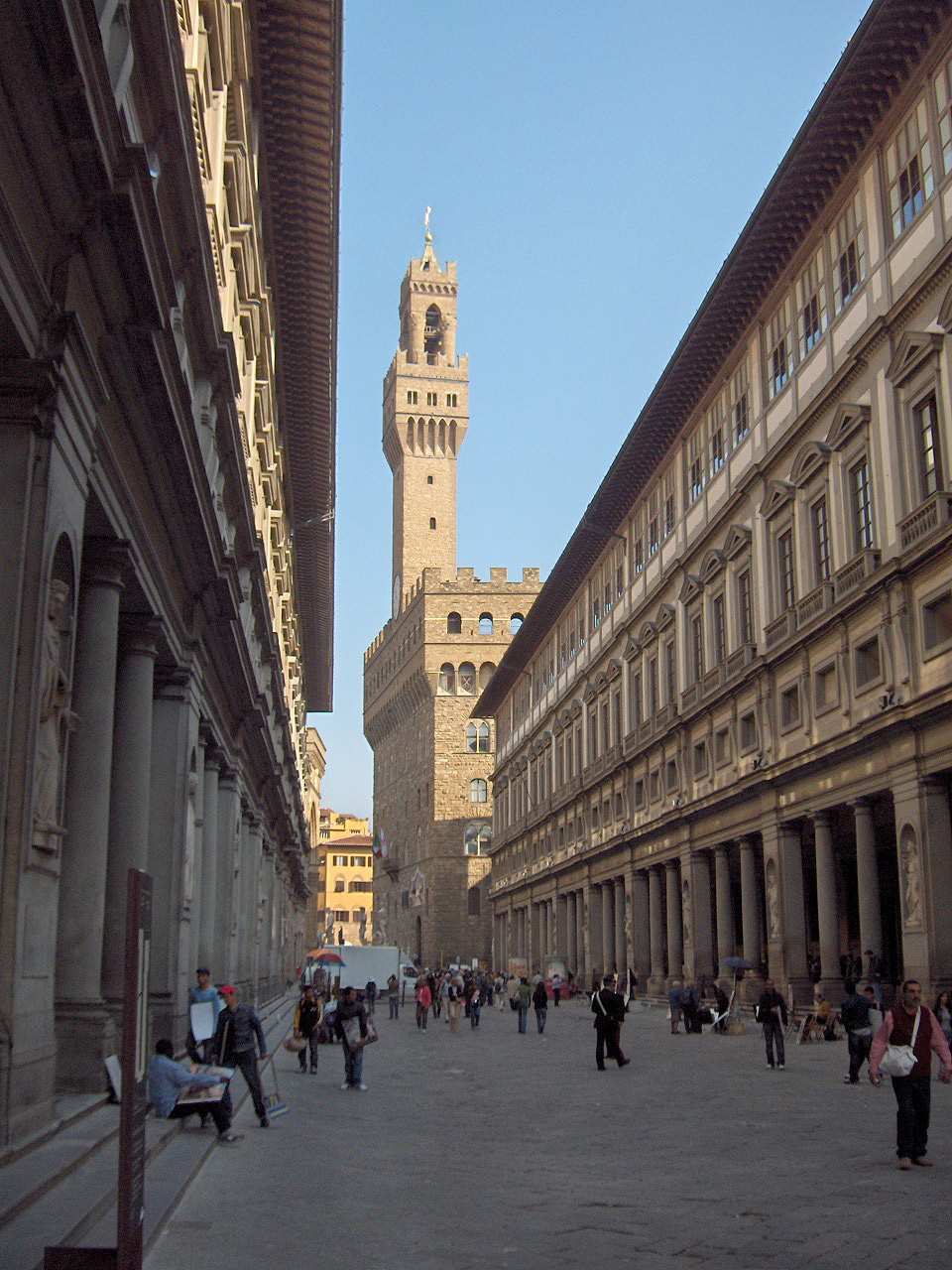
Uffizi, Firenze

L'architettura manierista è quella fase dell'architettura europea che si sviluppò indicativamente tra il 1530 ed il 1610, cioè tra la fine del Rinascimento e l'avvento del Barocco.
Di solito il Manierismo è considerato dagli storici come l'ultima fase del Rinascimento, preceduta da quelle dell'Umanesimo fiorentino e del Classicismo romano; tuttavia, se le prime due fasi sono temporalmente distinguibili, altrettanto non può dirsi per il Classicismo ed il Manierismo, che coesistettero sin dagli inizi del XVI secolo.
Il termine "maniera", utilizzato già nel Quattrocento per indicare lo stile di ogni artista, fu ripreso da Giorgio Vasari nel secolo successivo per descrivere uno dei quattro requisiti delle arti ("ordine, misura, disegno e maniera"), con particolare riferimento alle opere di Michelangelo Buonarroti.
Eppure solo con l'affermarsi del Neoclassicismo comparve per la prima volta il termine "manierismo", impiegato per indicare una digressione dell'arte dal proprio ideale; successivamente fu usato dello storico Jacob Burckhardt per definire in modo sprezzante l'arte italiana fra il Rinascimento e il Barocco. Ciononostante, all'inizio del XX secolo, alla luce delle nascenti correnti surrealiste ed espressioniste, la critica rivalutò la cultura manierista.

## Contesto storico
Intorno alla metà del Cinquecento vennero meno i fondamenti politici della società fiorentina che erano stati alla base del Rinascimento; anche la concezione del cosmo fu rivoluzionata, mentre le divisioni maturate all'interno della Chiesa divennero il simbolo di una disintegrazione di un mondo unificato e assoluto. In campo artistico, il senso di dubbio e la conseguente alienazione dell'individuo trovarono espressione nel Manierismo. Il Manierismo si sviluppò in Italia ed influenzò l'architettura di gran parte dell'Europa. Giova pertanto delineare il contesto storico del continente.
La fine del XV secolo vide svilupparsi le grandi monarchie, in Spagna, Francia ed Inghilterra; nel 1493 Massimiliano I d'Asburgo divenne imperatore del Sacro Romano Impero, mentre la Russia trovò unità politica sotto Ivan III.
In seguito, con l'ascesa al trono francese di Francesco I e l'incoronazione di Carlo V d'Asburgo, gli scenari europei subirono un radicale cambiamento, con l'annessione alla Spagna della Germania e di altri territori, quali Milano, Napoli e il meridione d'Italia.
In Italia, nel 1527 si registra il sacco di Roma ad opera dei lanzichenecchi; questo evento viene generalmente considerato la data d'inizio del Manierismo.
Molti artisti furono costretti a lasciare Roma, spostandosi a Firenze e Venezia.
A Firenze, gli eventi del 1527 favorirono la cacciata dei Medici; la ribellione fu domata solo con un lungo assedio, tra il 1529 ed il 1530, che ristabilì il casato alla guida della città. Venezia invece era il più importante arsenale d'Italia ed un centro culturale di primo piano, grazie all'ampia diffusione dell'attività editoriale.
Successivamente, nel 1542, papa Paolo III ripristinò il Sant'Uffizio dell'Inquisizione, che precedette di pochi anni la convocazione del Concilio di Trento. Il clima controriformistico portò alla formazione della Compagnia di Gesù ad opera di Ignazio di Loyola (1534), che peraltro esercitò notevole influenza anche in campo artistico, indirizzando l'architettura religiosa verso lo stile barocco.

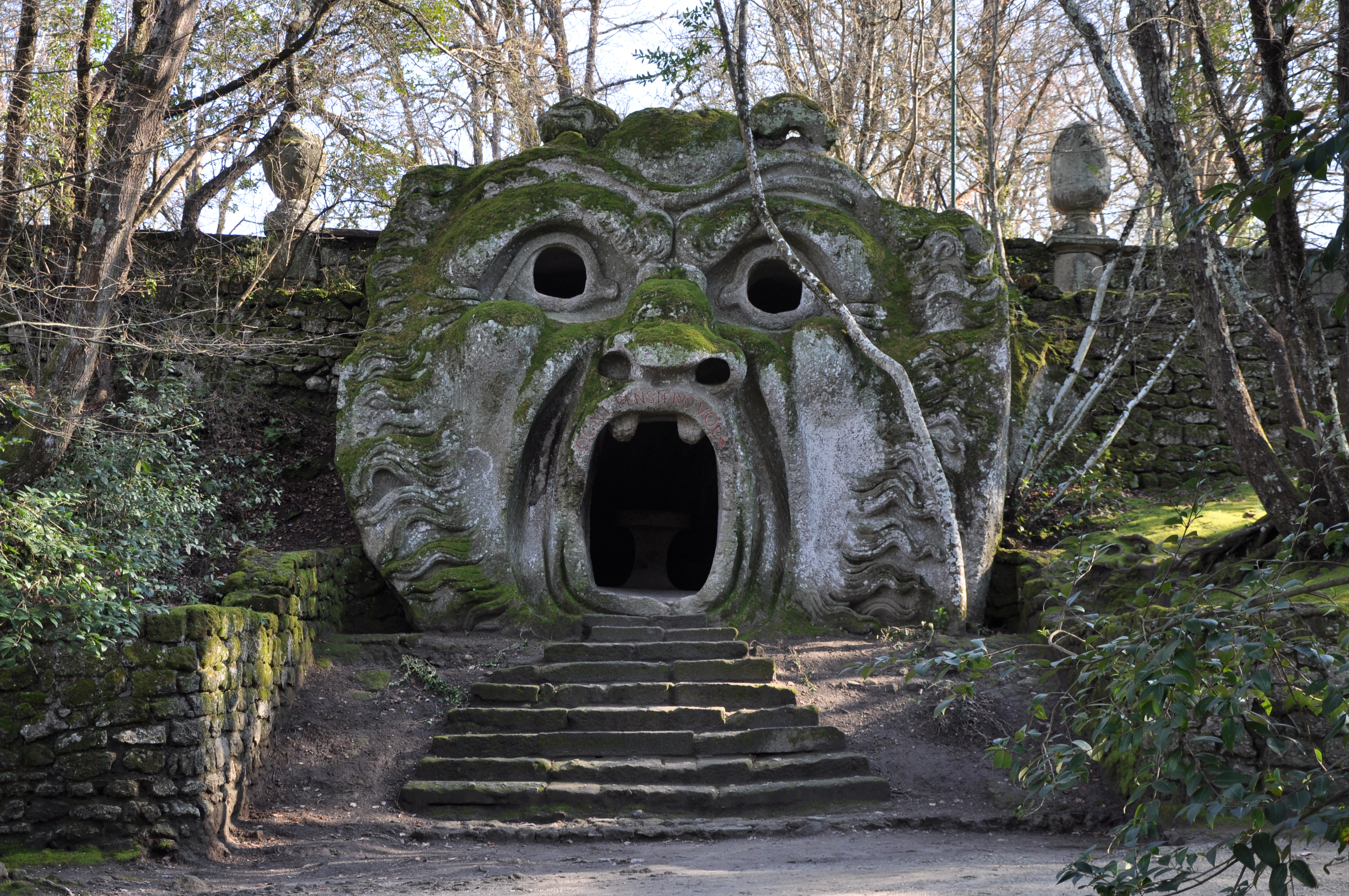
Giardino Orsini, Bomarzo (Viterbo)

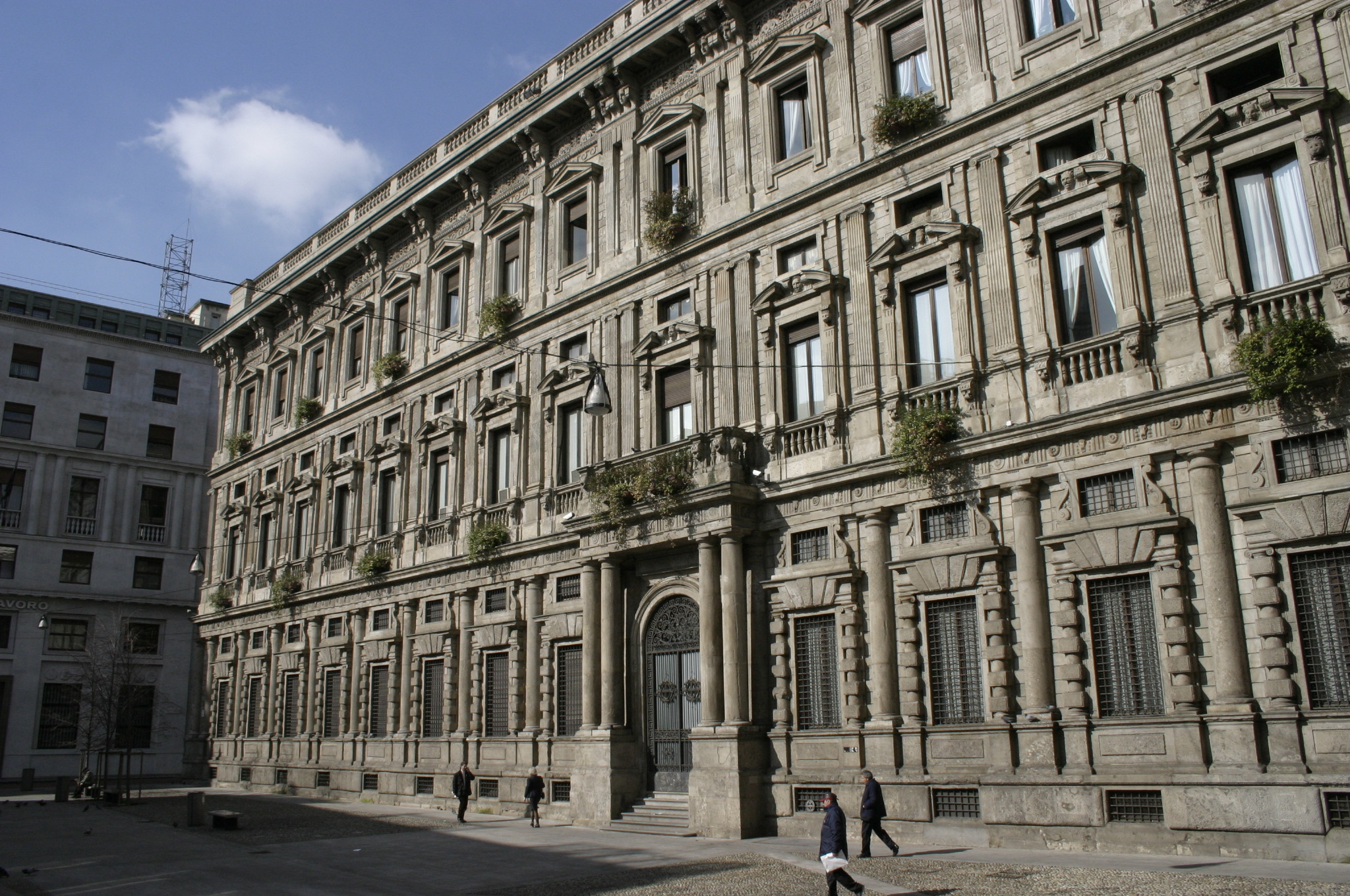
Palazzo Marino, Milano

## Caratteristiche
Il Manierismo rifiuta l'equilibrio e l'armonia dell'architettura classica, concentrandosi piuttosto sul contrasto tra norma e deroga, natura e artificio, segno e sottosegno.
Il modo di disporre gli elementi architettonici tradizionali in relazione al carico perde importanza: dove il sostegno può non sostenere alcunché (ad esempio nel prospetto dello scomparso palazzo Branconio dell'Aquila a Roma, di Raffaello Sanzio, dove le semicolonne del piano terreno sono poste in corrispondenza delle nicchie del primo piano); la fuga prospettica non si conclude in un punto focale, come nel barocco, ma termina nel nulla; le strutture verticali assumono dimensioni eccessive e conferiscono al complesso un inquietante equilibrio "oscillante".
Se nell'architettura rinascimentale gli edifici spesso denunciano la propria conformazione interna anche all'esterno (mediante ad esempio la messa in evidenza di marcapiani, estradossi e intradossi), le opere manieriste generalmente si allontanano da questa tendenza, celando o camuffando la propria struttura di base.
Dal punto di vista decorativo, particolare importanza assunse il fenomeno delle grottesche, un soggetto pittorico di età romana, riscoperto alla fine del XV secolo durante alcuni scavi archeologici. Queste pitture, incentrate su rappresentazioni fantastiche e irrazionali, tornarono in auge durante il Manierismo (ad esempio nelle decorazioni di palazzo Te) e, seppur in maniera sporadica, influenzarono la stessa architettura; ciò è evidente nelle bizzarre aperture sul fronte di palazzo Zuccari in Roma e nel giardino Orsini a Bomarzo. Altre influenze, soprattutto legate ai temi zoomorfici, antropomorfici e fitomorfici, si riscontrato nei paramenti di edifici quali la casina di Pio IV in Vaticano di Pirro Ligorio, il Collegio Borromeo, a Pavia, di Pellegrino Tibaldi, il palazzo Marino e la facciata della chiesa di Santa Maria presso San Celso di Galeazzo Alessi, a Milano.

## Diffusione
Lo stile manierista, concepito inizialmente a Roma e Firenze, si diffuse rapidamente nell'Italia settentrionale e quindi nel resto d'Italia e d'Europa, dove i principi più genuini dell'arte italiana dei secoli XV e XVI non furono quasi mai compresi pienamente, e l'architettura rinascimentale si manifestò prevalentemente nella sua variante manierista.
Giulio Romano, con il suo Palazzo Te a Mantova, introdusse il Manierismo nella Val Padana, mentre Michele Sanmicheli trasformò Verona sulla scia di questa nuova corrente, realizzando una serie di palazzi sotto la diretta influenza di Giulio Romano e del Classicismo romano. Altre influenze si registrano pure nell'Italia meridionale, ad esempio nella Cappella del Monte di Pietà a Napoli, di Giovan Battista Cavagna.
Sebastiano Serlio, autore di un importante trattato di architettura, contribuì alla sua diffusione anche europea; egli lavorò anche nella cosiddetta Scuola di Fontainebleau, che divenne il principale centro manierista della Francia.
I suoi Sette libri dell’architettura, pubblicati tra il 1537 ed il 1551 in ordine irregolare, ebbero una notevole diffusione e furono fonte d'ispirazione per i classicisti d'oltralpe.
Sin dai primi anni del XVI secolo lo spirito manierista si diffuse anche in Spagna come reazione al tardo gotico nazionale. Invece, Inghilterra e Germania volsero al Manierismo solo nel XVII secolo con artisti quali Inigo Jones e Elias Holl.

## Opere principali

### Italia
Un punto di partenza dell'architettura manierista è la Villa Farnesina di Roma, costruita da Baldassarre Peruzzi intorno al 1509. Essa presenta una pianta a "U", con due ali che racchiudono una parte mediana in cui, al piano inferiore, si apre un portico costituito da cinque arcate a tutto sesto. L'articolazione della facciata, ornata con lesene e bugnato angolare, è ancora classica, ma il fregio riccamente decorato, che corre alla sommità dell'edificio, evidenzia già un mutamento dei gusti.
Inoltre, in una sala posta al piano superiore, lo stesso Peruzzi dipinse alcuni colonnati e paesaggi, al fine di dilatare lo spazio architettonico.

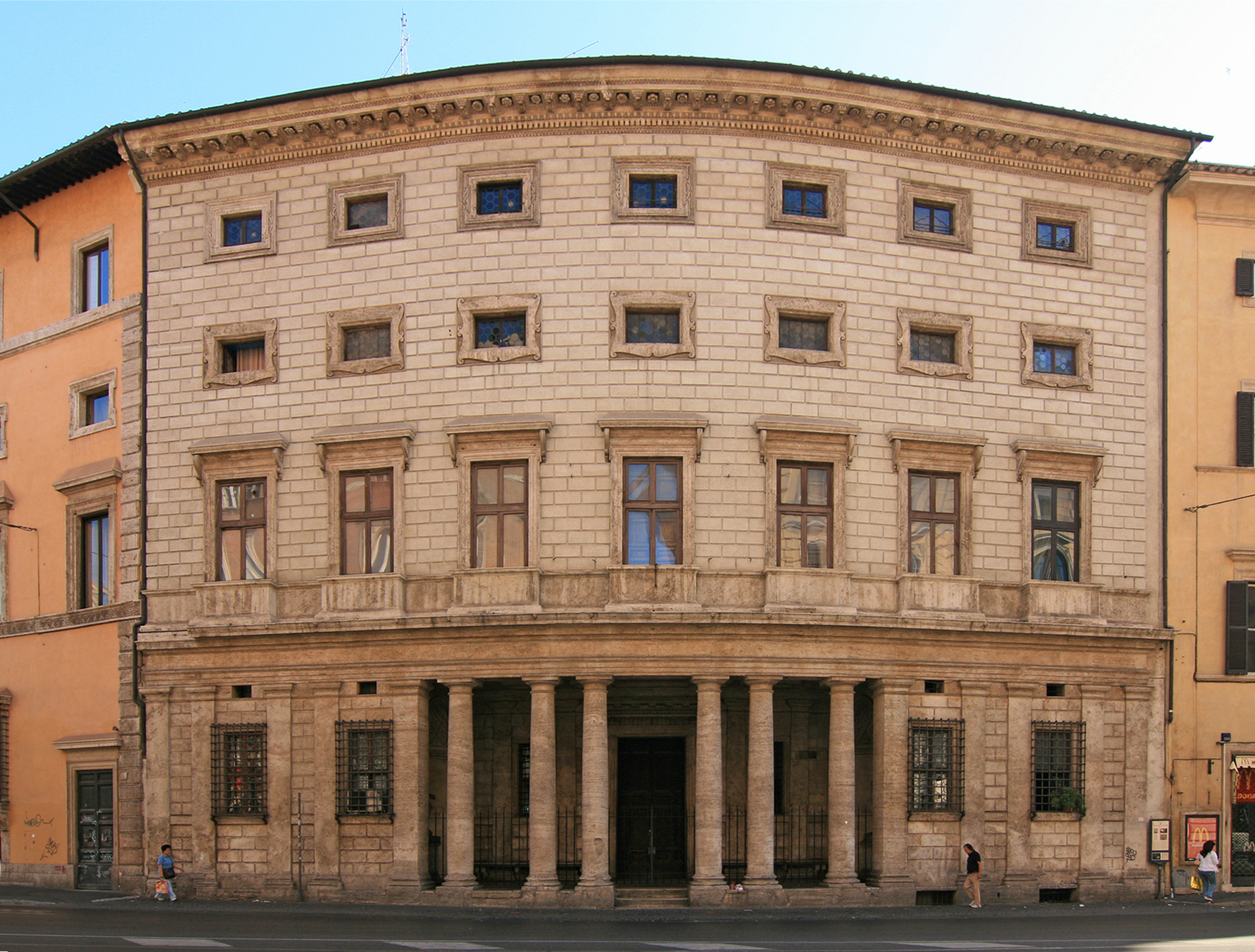
Palazzo Massimo alle Colonne, Roma

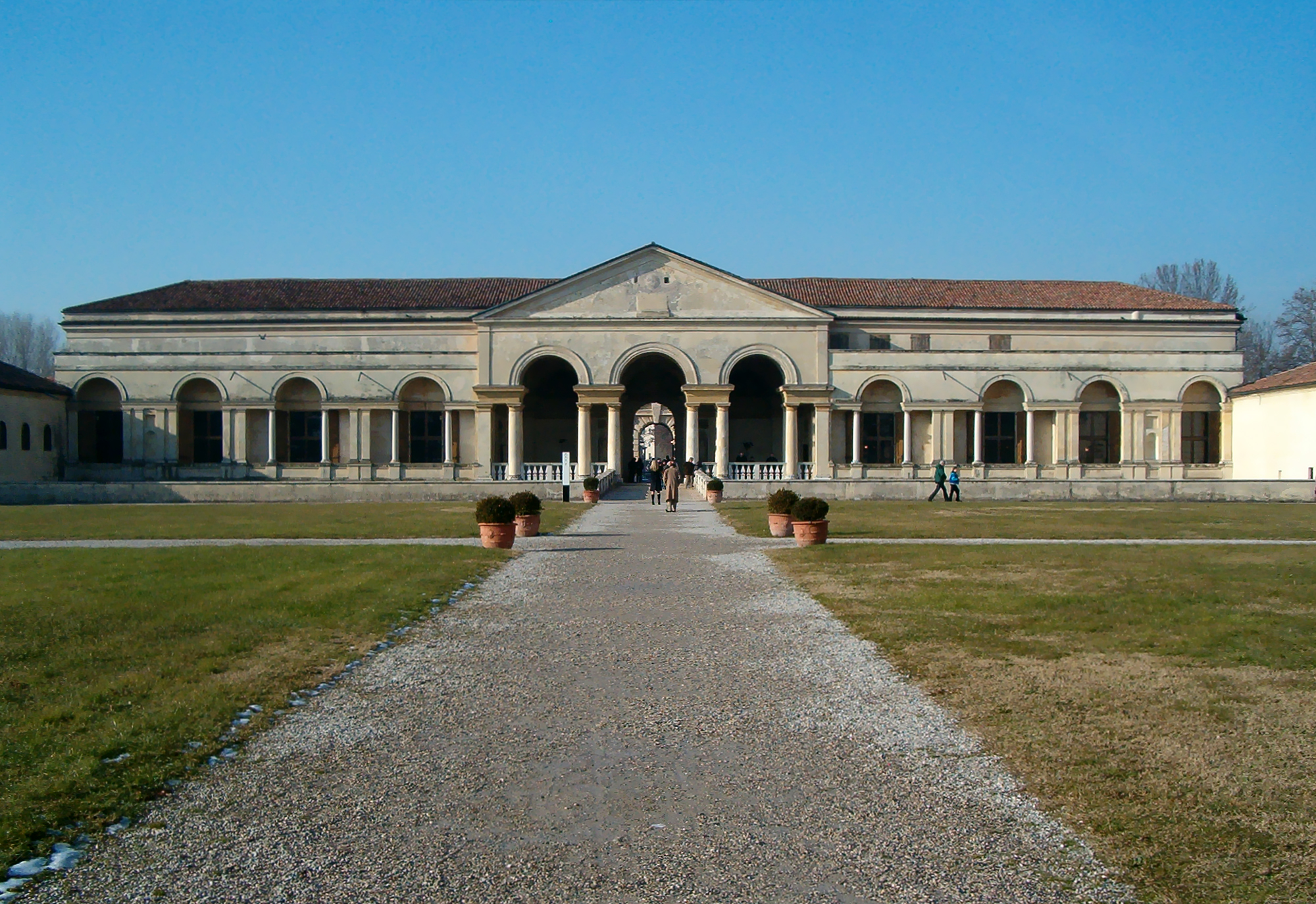
Palazzo Te, Mantova

Tuttavia, il capolavoro del Peruzzi è da ricercare nel Palazzo Massimo alle Colonne, risalente al 1532. La struttura si inserisce in un lotto di terreno di dimensioni irregolari, a forma di "L". La facciata è curvilinea e presenta un portico architravato con colonne liberamente spaziate, la cui profondità contrasta con il registro superiore del fronte; insolite sono le cornici che decorano le finestre dei piani superiori, addossate ad una parete decorata a bugnato piatto. Inedita è pure la conformazione dei portici del cortile: essi sono formati da due logge sovrapposte, chiuse alla sommità da un terzo piano aperto da finestre rettangolari larghe quanto il sottostante colonnato. Tutte queste soluzioni, in parte influenzate dalle asimmetrie del lotto, mostrano una prevalenza della deroga sulla norma e pongono il Palazzo Massimo tra le più interessanti fabbriche dell'architettura manierista.
Analogo giudizio può essere espresso per il celebre Palazzo Te a Mantova, edificato da Giulio Romano nel decennio a cavallo tra il 1525 ed il 1534. Il palazzo è un edificio a pianta quadrata, con al centro un cortile ancora quadrato; l'entrata principale è risolta con una loggia, dove si ripetono arconi a tutto sesto e serliane. Il fronte affaccia su un giardino delimitato, sul lato opposto, da una vasta esedra semicircolare. Questi elementi si rifanno al codice classico, ma il carattere rustico dell'edificio (ordine e bugnato non sono più su due piani distinti, ma si uniscono in un solo elemento nelle facciate laterali) avvicina l'opera ai canoni dell'architettura manierista. Inoltre Giulio Romano applicò le serliane anche nella profondità del portico, trasformando delle aperture bidimensionali in elementi spaziali.
Caratteri rustici hanno anche altri due edifici mantovani progettati sempre da Giulio Romano: la casa dello stesso architetto ed il cortile della Cavallerizza nel Palazzo Ducale. Nel primo caso il bugnato si estende fino alla sommità del fabbricato, mentre l'ordine architettonico lascia il posto ad una serie di pilastri sui quali sono impostati archi a tutto sesto. I due piani dell'abitazione sono suddivisi da una linea marcapiano che, in corrispondenza dell'ingresso, forma un timpano che interrompe l'andamento orizzontale della linea medesima. Il cortile della Cavallerizza è ancora impostato su due ordini, ma le pareti rustiche vengono caratterizzate, nella parte superiore, da stravaganti semicolonne tortili.

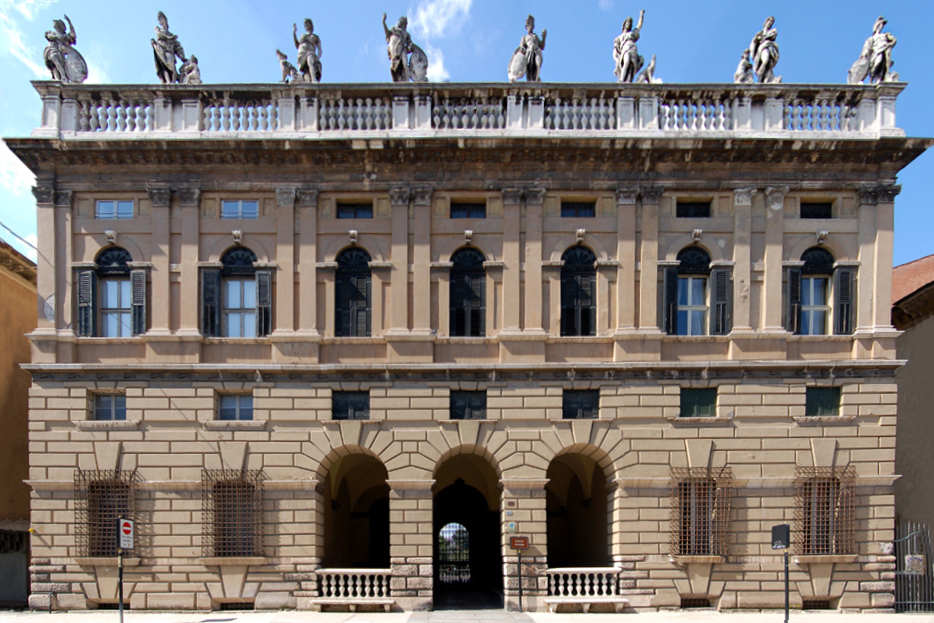
Palazzo Canossa, Verona

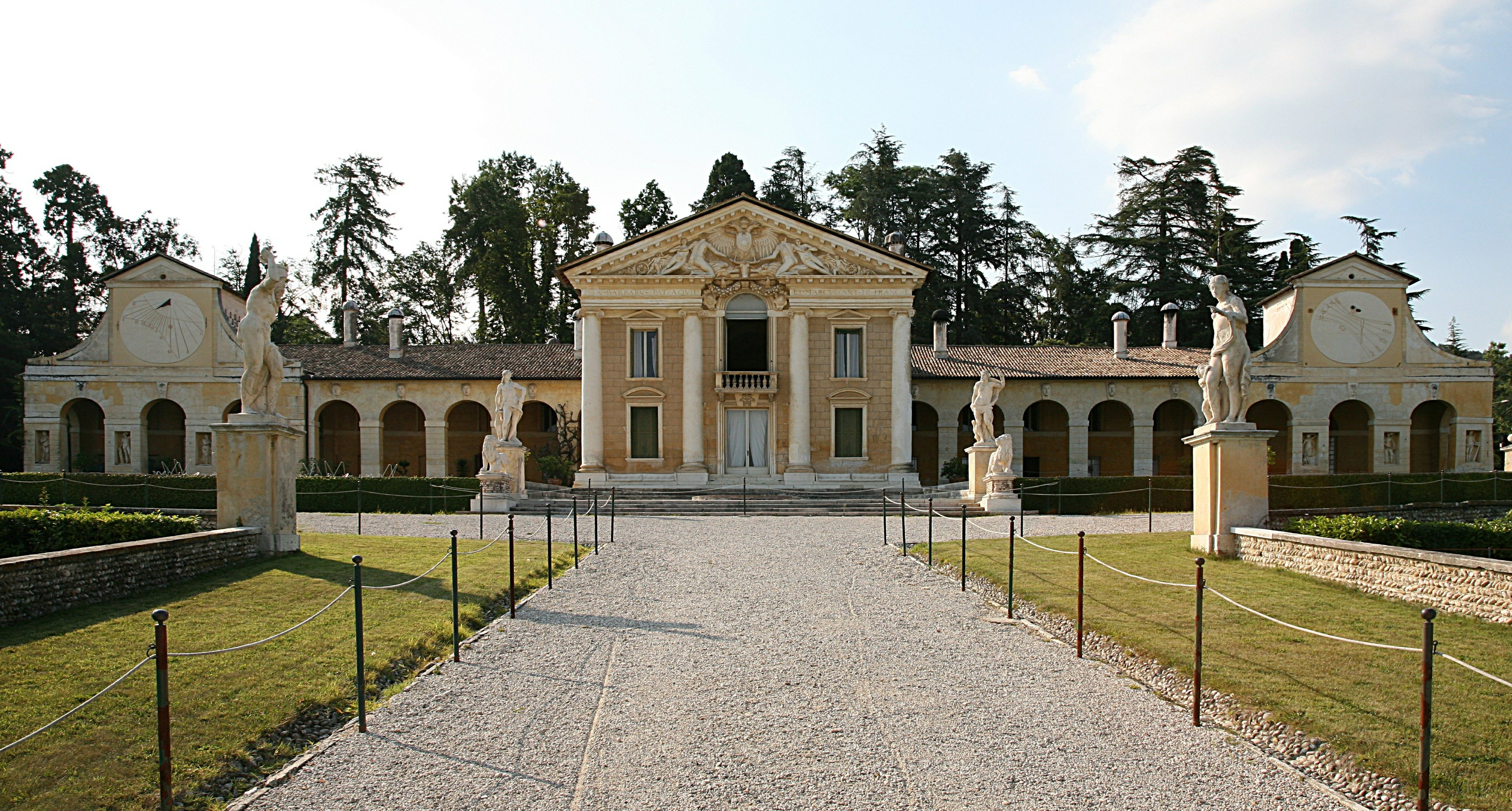
Villa Barbaro, Maser (Treviso)

Il rapporto tra natura (bugnato) e artificio (colonne), che in alcune opere di Giulio Romano si dissolve fino a fondere i due elementi in un'unica struttura parietale, trova ulteriori esempi in alcuni palazzi veneti realizzati da Michele Sanmicheli, Andrea Palladio e Jacopo Sansovino.
Al Sanmicheli si deve il Palazzo Pompei, costruito a Verona nei primi decenni del XVI secolo. Lo schema della facciata, su due ordini, si rifà al prospetto della Casa di Raffaello, progettata da Bramante (1508, oggi distrutta), seppur con alcune importanti differenze tese ad accentuare, nel registro inferiore, i pieni sui vuoti; invece, al secondo piano, in luogo delle finestre ideate da Bramante nella Casa di Raffaello, Sanmicheli introdusse una loggia di grande forza espressiva.
Ancora del Sanmicheli è il Palazzo Canossa, innalzato sempre a Verona intorno agli anni trenta del medesimo secolo, dove gli elementi rustici e quelli di artificio raggiungono una maggiore integrazione. Altra opera dell'architetto è il non distante Palazzo Bevilacqua, caratterizzato da un paramento rustico al piano terreno e da grandi aperture ad arco nel registro superiore, che si alternano a finestre di dimensioni minori contenute nello spazio dell'intercolonnio.
Tra le opere di Palladio è opportuno ricordare i palazzi Thiene (1545 circa), Barbaran da Porto e Valmarana (1565), nel cui rapporto tra natura e artificio è possibile cogliere la componente manieristica dello stile palladiano.
Tale componente emerge con maggior vigore nelle residenze suburbane erette dall'architetto padovano ed in particolare nella Villa Serego in Santa Sofia di Pedemonte e nella Villa Barbaro a Maser.
La prima fu costruita intorno al 1565 e presenta un cortile chiuso (almeno nel progetto originario) e colonne rustiche, realizzate con blocchi di pietra calcarea appena sbozzati e sovrapposti a creare pile irregolari. Di alcuni anni più recente, la Villa Barbaro si inserisce lungo il leggero declivio di una collina. Se nella maggior parte delle ville palladiane la residenza vera e propria è spesso preceduta dagli ambienti dedicati al lavoro agricolo, qui questo rapporto è invertito e la casa padronale precede gli ambienti di lavoro; sul retro si apre una grande esedra, che rimanda al ninfeo delle ville romane.

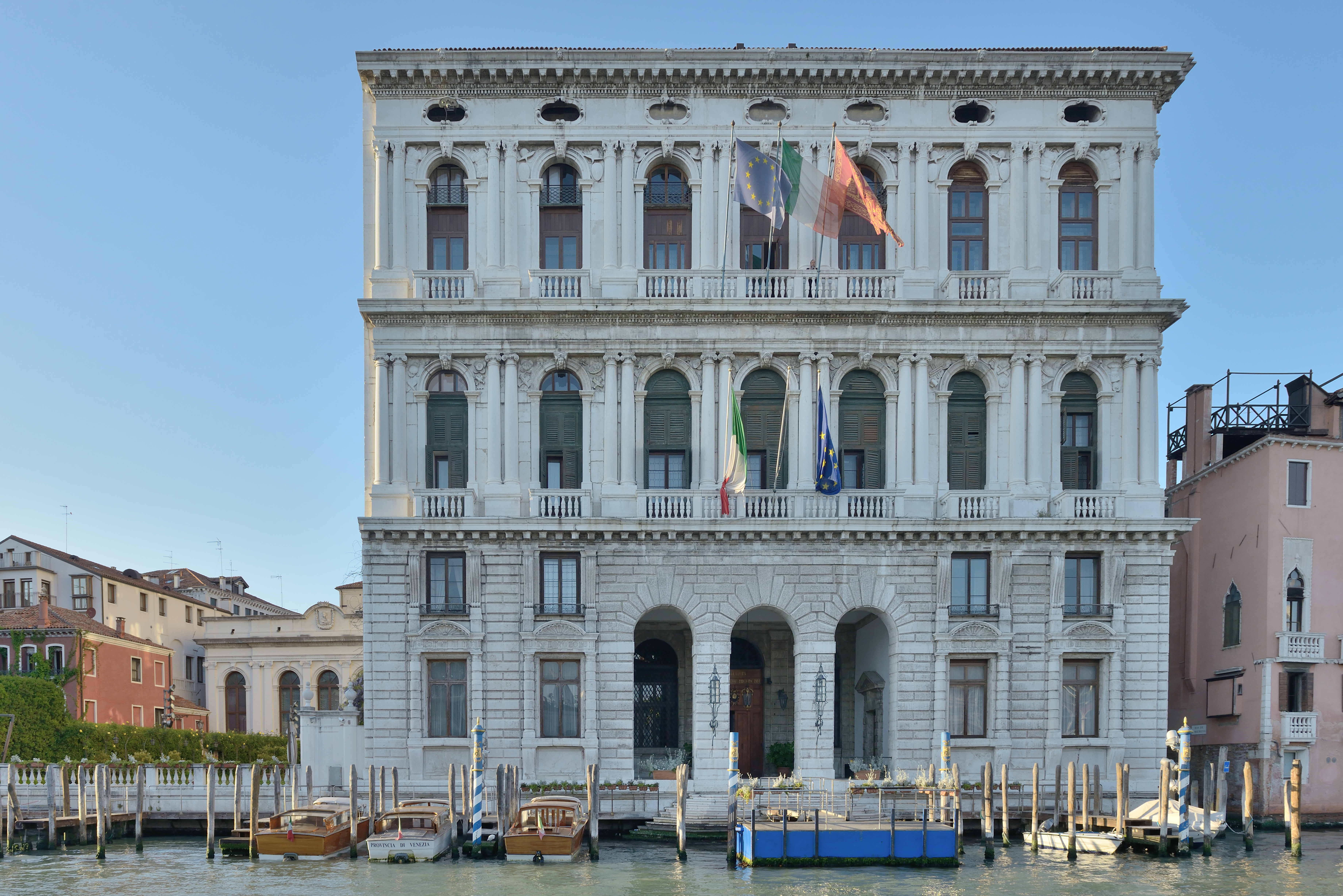
Palazzo Corner, Venezia

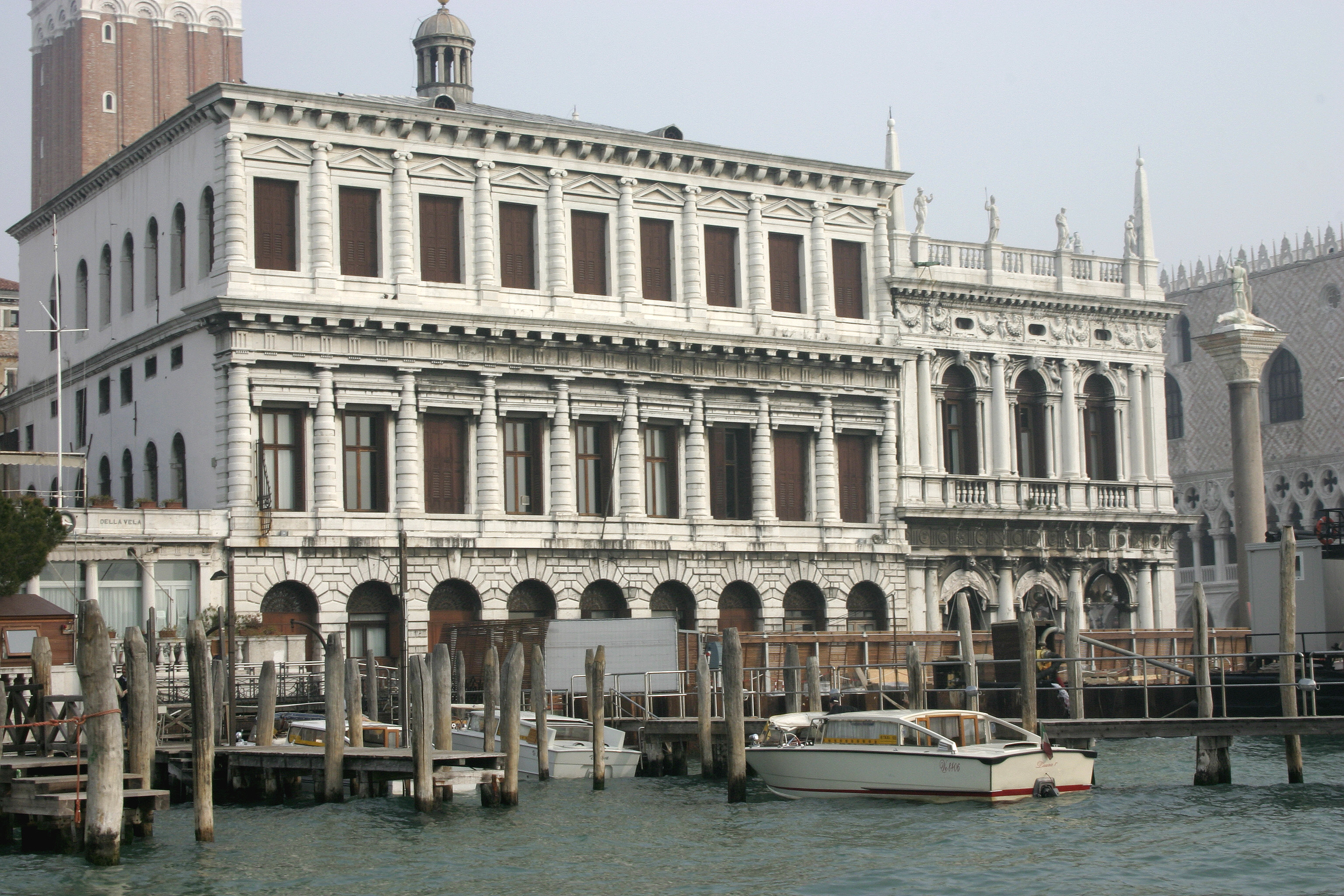
Zecca di Venezia

L'architettura civile offre ancora esempi importanti in alcuni palazzi veneziani, i cui caratteri predominanti furono teorizzati da Sebastiano Serlio nei suoi Sette libri dell'architettura. Nei disegni di Serlio, così come nelle realizzazioni di Sansovino, la massa muraria delle facciata è alleggerita con grandi aperture, dove gli ordini architettonici non vengono utilizzati solo come oggetti decorativi, ma anche come elementi portanti.
A questa tipologia appartengono edifici come il Palazzo Corner (1532), progettato da Sansovino fondendo insieme lo schema fiorentino-romano (evidente nella presenza del cortile interno) con quello veneziano (presenza di un salone centrale in corrispondenza dell'atrio d'accesso, dal quale dipartono i vari ambienti interni). Inoltre, l'articolazione della facciata, in cui prevalgono i vuoti sui pieni, anticipa il disegno della Libreria Marciana (1537), innalzata ancora dal Sansovino a delimitazione della piazza a lato della basilica di San Marco. Infatti, il prospetto della Libreria Marciana è disposto su due ordini: il primo si rifà al modello romano, con colonne che sostengono architravi e aperture a tutto sesto; il secondo, in cui è più evidente il gusto manierista, invece è costituito da serliane incorniciate da colonne che sostengono un fregio riccamente ornato.
Sempre del Sansovino è il Palazzo della Zecca (1537 circa), costruito proprio in aderenza alla suddetta libreria. Lo schema della facciata è innovativo: il portico al pian terreno sorregge un loggiato formato da colonne inanellate da leggere bugne che si alternano alla struttura liscia, sovrastate da un doppio architrave; l'ultimo piano, aggiunto successivamente su probabile progetto dello stesso architetto, riprende ancora il tema delle colonne bugnate, intervallate da grandi finestre con timpani triangolari.
Tuttavia, le opere di artisti come Sansovino e Palladio difficilmente potrebbero definirsi manieriste allo stesso modo di quelle realizzate dal citato Giulio Romano o Michelangelo Buonarroti, i due principali esponenti della corrente.
Nell'analisi dell'architettura di Michelangelo risultano particolarmente significative alcune fabbriche fiorentine, come la Sagrestia Nuova (terminata nel 1534) e la Biblioteca Medicea Laurenziana (progettata nel 1523). Rispetto agli esempi precedenti, dove generalmente le attenzioni del progettista si concentrano su pianta e superfici di facciata, la Sacrestia Nuova di Firenze si presenta come un invaso ideato per ospitare sculture. Essa si innalza presso la basilica di San Lorenzo ed è speculare rispetto alla Sagrestia Vecchia progettata da Filippo Brunelleschi, della quale riprende la pianta. Michelangelo elaborò liberamente le forme adottate nella Sacrestia Vecchia, privandole però dell'armonia brunelleschiana. Ad esempio, sopra i portali d'accesso, realizzò trabeazioni rettilinee sostenute da grandi mensole, con nicchie poco profonde sovrastate da insoliti timpani scavati nella parte inferiore.

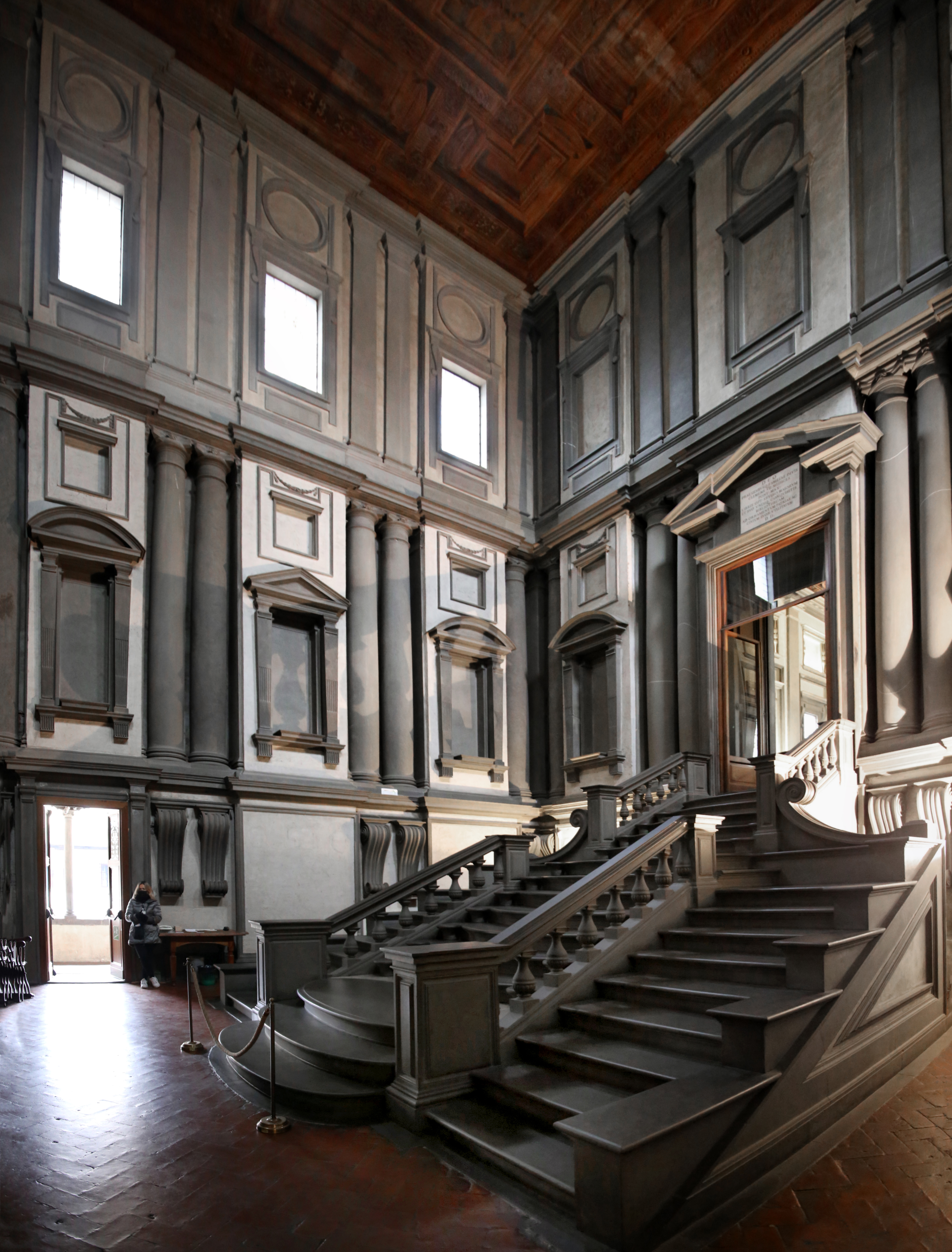
Biblioteca Medicea Laurenziana, Firenze

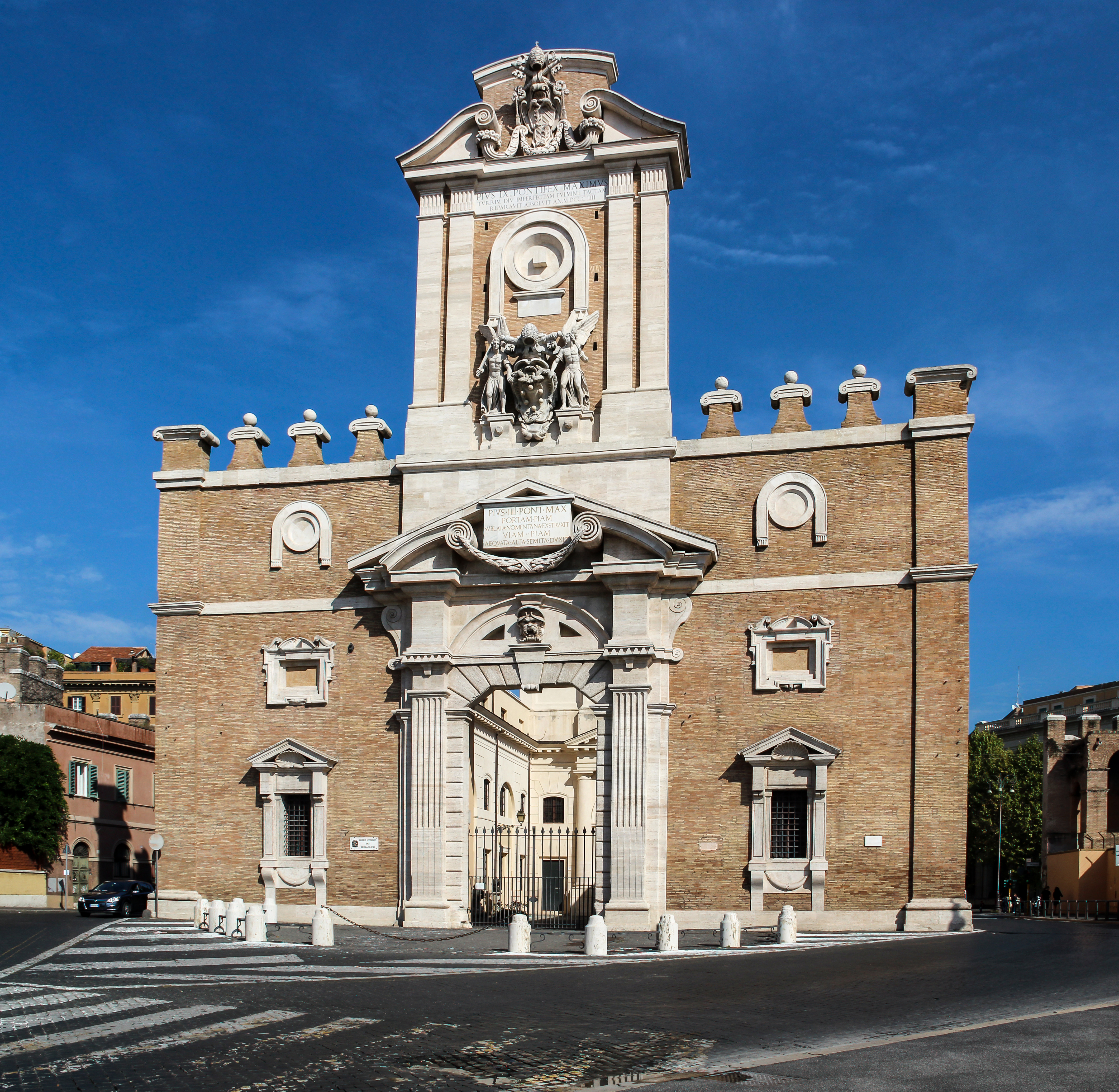
Porta Pia, Roma

Nella Biblioteca Laurenziana, costruita lungo il chiostro della medesima basilica, dovette tener conto delle condizioni preesistenti. Il progetto fu risolto con la realizzazione di due ambienti adiacenti: l'atrio, di superficie ridotta e caratterizzato da un alto soffitto, e la sala di lettura, posta su un piano più elevato. Le pareti dell'atrio sono configurate come facciate di palazzo rivolte verso l'interno, con nicchie cieche e colonne incassate (al fine di rinforzare la parete); invece, la sala di lettura, raggiungibile per mezzo di una scala che si espande verso il basso (eseguita da Bartolomeo Ammannati), è un ambiente più luminoso, di dimensioni verticali più contenute, ma molto più esteso in lunghezza, così da ribaltare l'effetto spaziale.
Tornato a Roma, Michelangelo si occupò della ricostruzione della basilica di San Pietro in Vaticano e della sistemazione di piazza del Campidoglio (1546). Per la basilica rifiutò il disegno di Antonio da Sangallo il Giovane e tornò all'originaria pianta centralizzata, annullando però il perfetto equilibrio studiato da Bramante: per mezzo di una facciata porticata diede una direzione principale all'intero edificio e poi, dopo aver demolito parti già realizzate dai suoi predecessori, rafforzò ancora i pilastri a sostegno della cupola, allontanandoli dalle delicate proporzioni bramantesche.
Invece, nella piazza del Campidoglio, ancora una volta dovette tener conto degli edifici preesistenti; pertanto, concepì uno spazio di forma trapezia, delimitato, verso il Foro, dal Palazzo Senatorio e, lungo i lati inclinati, dal Palazzo Nuovo e da quello speculare dei Conservatori.
Una delle sue ultime opere fu la Porta Pia (1562), cui dedicò molti schizzi nei quali si rivelano forme complesse e particolari che furono d'ispirazione per diversi architetti manieristi.

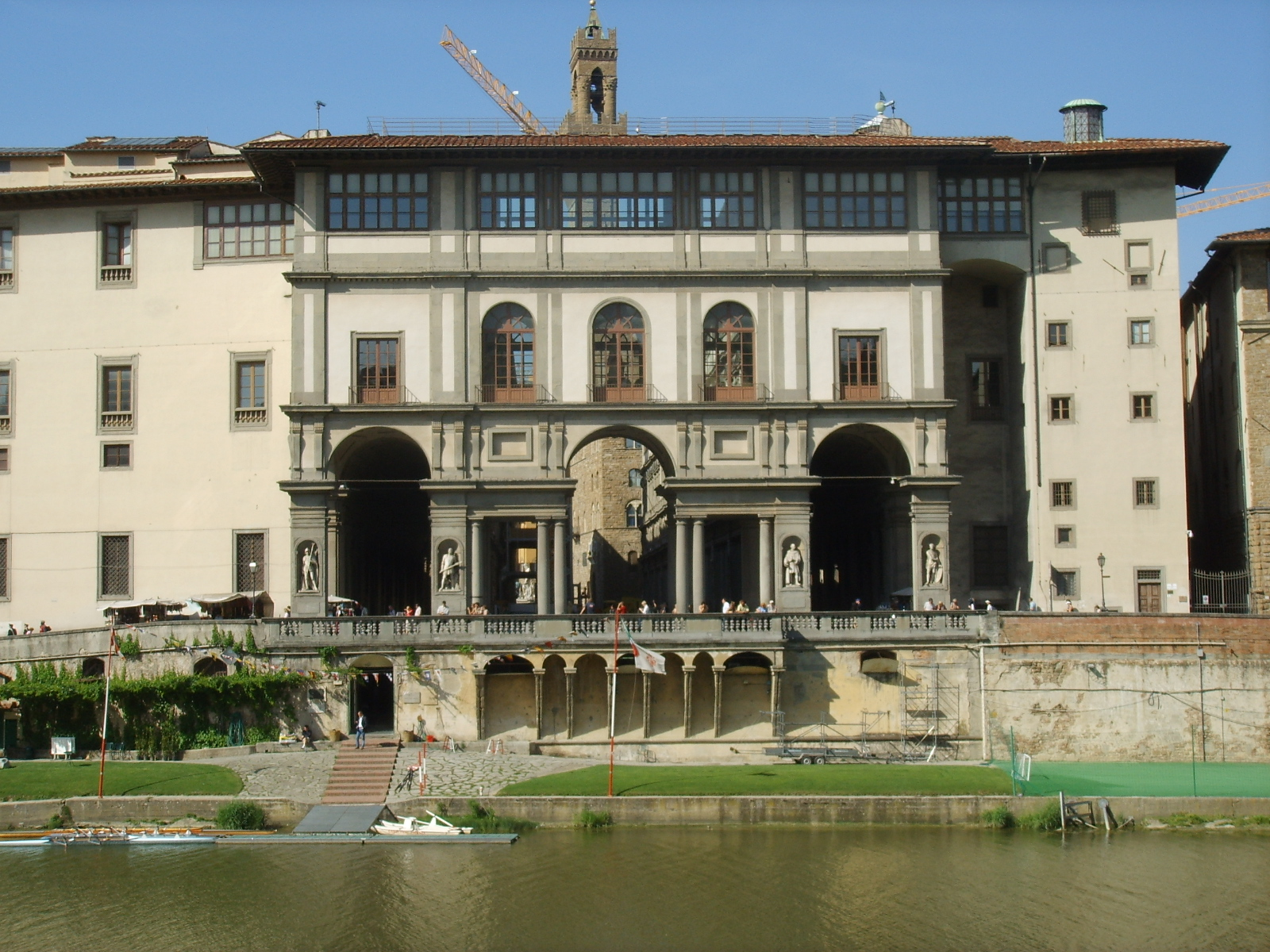
Serliana degli Uffizi, Firenze

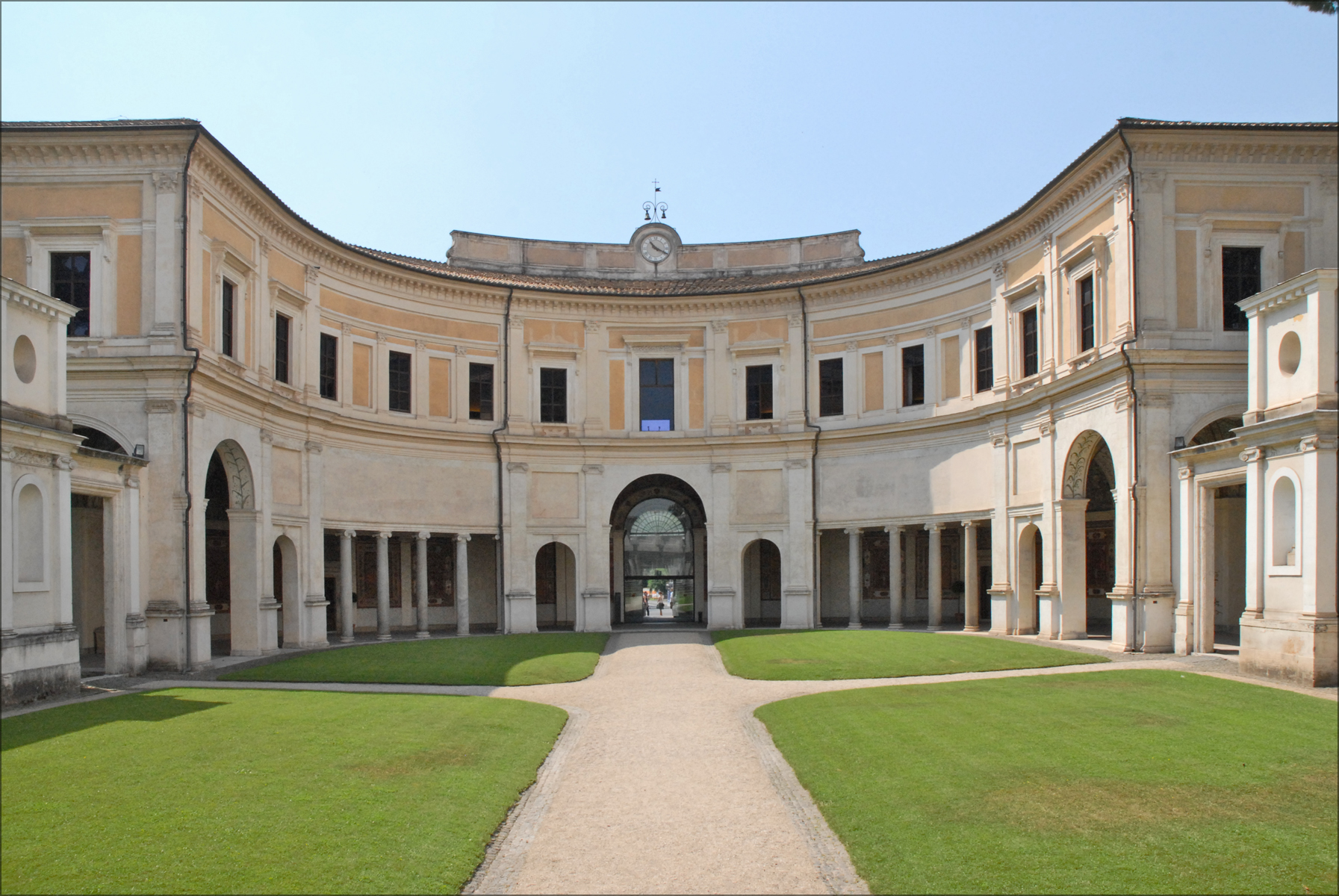
Villa Giulia, Roma

Altri artisti toscani del Cinquecento produssero fabbriche di stampo manierista, affidandosi soprattutto alla definizione delle opere di dettaglio; ne è un esempio la scala esterna della Villa medicea di Artimino, di Bernardo Buontalenti.
Invece, un caso particolare è il Palazzo degli Uffizi, di Giorgio Vasari (1560), del quale, oltre alla ricerca di dettagli e particolari, si segnala anche l'alta valenza urbanistica: infatti, il complesso si inserisce tra Palazzo Vecchio e l'Arno fino a formare un corridoio chiuso, verso il fiume, mediante una serliana. I prospetti sono basati sulla ripetizione di un modulo campata; ciononostante, è evidente come gli Uffizi non siano concepiti solo come piani di facciate, ma anche in termini spaziali.
Una fusione tra temi classicisti e manieristi si avverte nell'architettura di Jacopo Barozzi da Vignola, che nel 1550 realizzò una piccola chiesa romana lungo la via Flaminia (Sant'Andrea sulla via Flaminia), con una pianta ellittica contenuta all'interno di un rettangolo.
Nel 1551, sempre a Roma, costruì Villa Giulia, alla quale lavorarono anche Michelangelo, Vasari e Bartolomeo Ammannati (quest'ultimo autore anche dell'ampliamento di Palazzo Pitti a Firenze); particolarità dell'edificio è il contrasto tra l'esterno, di forme regolari, e l'interno, aperto verso il giardino, di forma semicircolare.
In seguito, nel 1558 il Vignola riprese un fortilizio iniziato da Antonio da Sangallo il Giovane alcuni decenni prima, trasformandolo in una delle più felici espressioni della corrente manierista: il Palazzo Farnese, a Caprarola.
L'esterno è a pianta pentagonale e ricalca il perimetro della fortezza originaria; all'interno invece si apre un cortile circolare, formato da due loggiati sovrapposti. Lungo il lato principale della villa sono collocati due ambienti a pianta circolare, destinati rispettivamente ad ospitare una scala a chiocciola ed una cappella, mentre all'esterno il complesso è preceduto da una piazza di forma trapezia. L'ambiguità dell'edificio si gioca principalmente sul binomio fortezza-residenza; inoltre, mentre le superfici esterne appaiono piatte, perché prive di aggetti rilevanti, il cortile interno sorprende per la sua forma e la sua profonda articolazione spaziale.

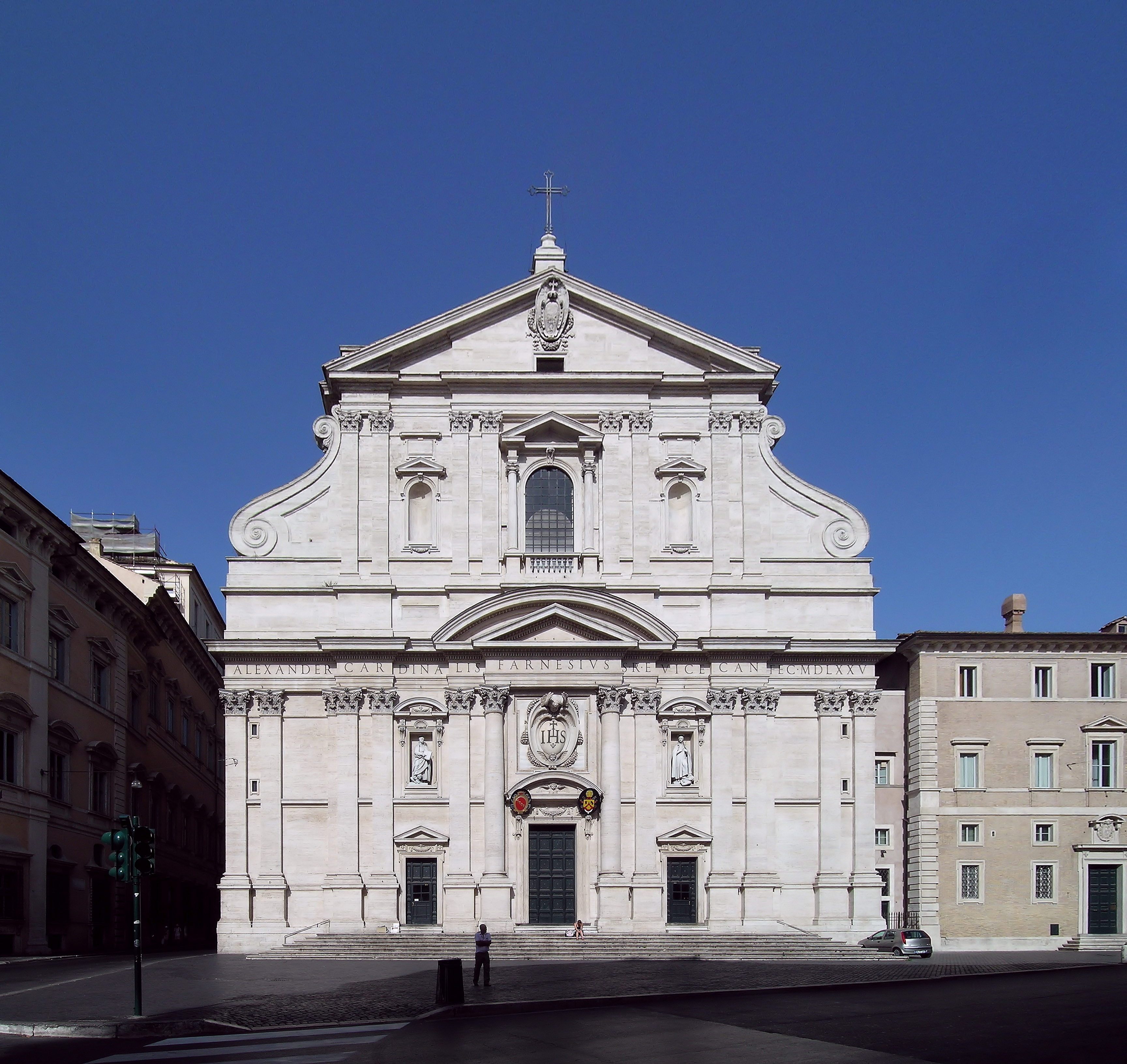
Facciata del Gesù, Roma

L'opera più celebre del Vignola resta comunque la chiesa del Gesù a Roma, cominciata nel 1568 e destinata ad "esercitare un'influenza forse più ampia di qualunque altra chiesa costruita negli ultimi quattrocento anni".
Qui l'architetto fuse insieme gli schemi centralizzati del Rinascimento con quelli longitudinali d'epoca medioevale. Si tratta di uno schema non completamente nuovo alla cultura del tempo. Vignola, nella concezione dello spazio interno si ispirò a Sant'Andrea, di Leon Battista Alberti, ma senza conferire alle cappelle laterali l'autonomia rinascimentale della chiesa albertiana; la navata assunse maggiore importanza, mentre le cappelle furono ridotte a semplici aperture laterali. La sfarzosa decorazione della chiesa risale all'epoca barocca e più tarda è pure la facciata (1577), progettata da Giacomo Della Porta; la chiesa invece appartiene all'epoca manierista, cioè "manca dell'equilibrio proprio a tutto l'alto Rinascimento e dell'esplosiva energia del Barocco".

### Francia

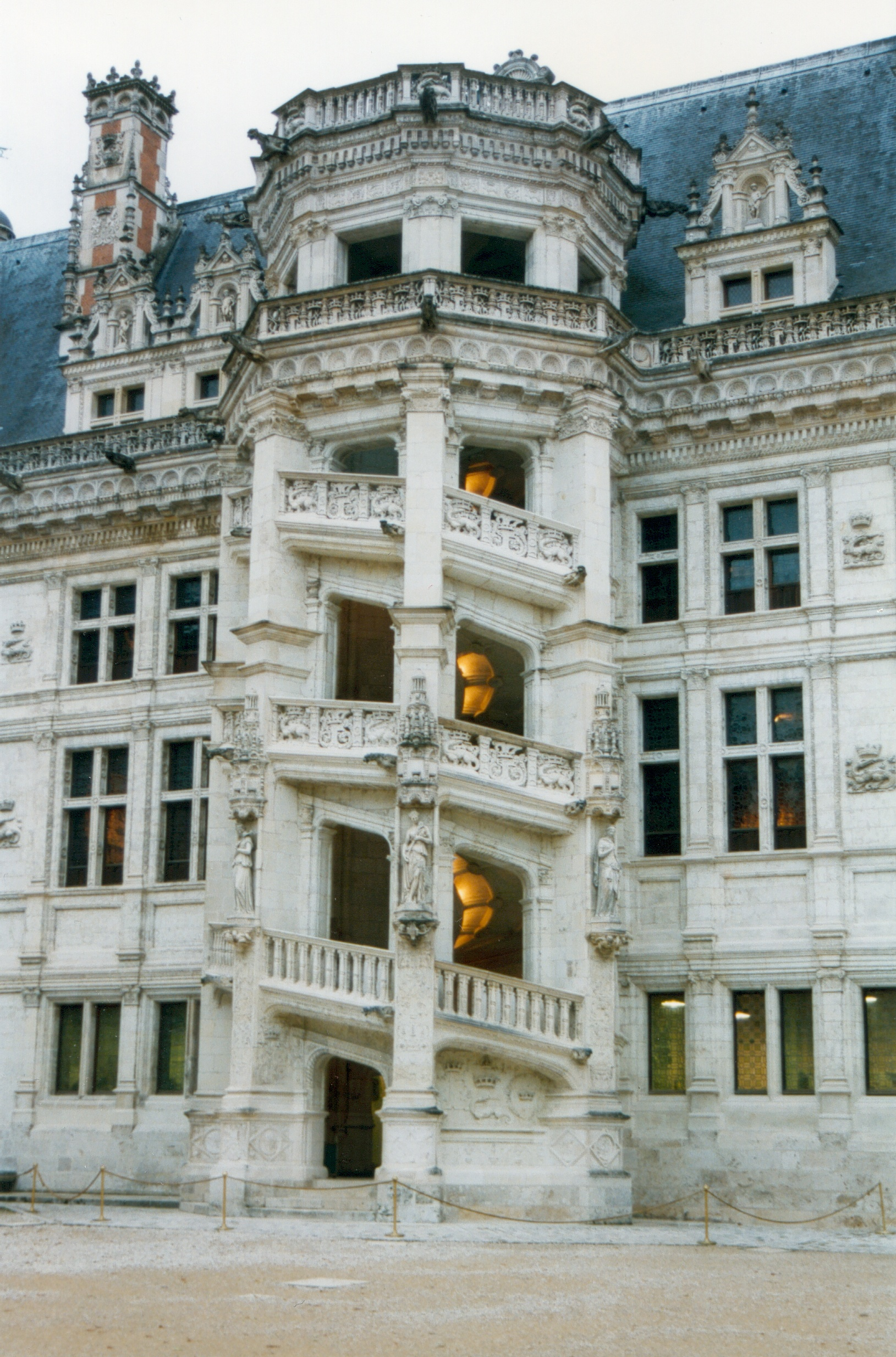
Castello di Blois

Il Manierismo italiano influenzò profondamente l'architettura dei castelli francesi, ma, inizialmente, si limitò al solo apparato decorativo. Ad esempio, tra il 1515 ed il 1524, Francesco I avviò il rinnovo e l'ampliamento del Castello di Blois, dove furono realizzate finestre a croce (tipiche del Quattrocento italiano) e mansarde in stile manierista. La svettante copertura del castello rimanda ancora ai modelli medioevali e alla tradizione francese, così come la struttura della scala esterna, che fu però decorata secondo il gusto rinascimentale.
Sotto lo stesso Francesco I, a partire dal 1528, furono iniziati i lavori d'ampliamento del Castello di Fontainebleau, che portarono all'edificazione della Porte Dorée, dei corpi di fabbrica attorno alla Cour du Cheval Blanc e alla galleria d'unione tra un preesistente torrione e le costruzioni della Cour du Cheval Blanc. La configurazione della Porte Dorée, con le tre logge sovrapposte, rimanda al Palazzo Ducale d'Urbino, ma più rinascimentale appare il fronte della Galleria di Francesco I. Qui, un portico con pilastri rustici, formato dall'alternarsi di arcate maggiori e minori, sostiene i registri superiori, dove si aprono finestre regolari, poste in asse con le arcate maggiori, e, più in alto, numerose finestre sormontate da timpani arcuati. Tuttavia, le coperture fortemente inclinate si rifanno ancora alla tradizione francese.

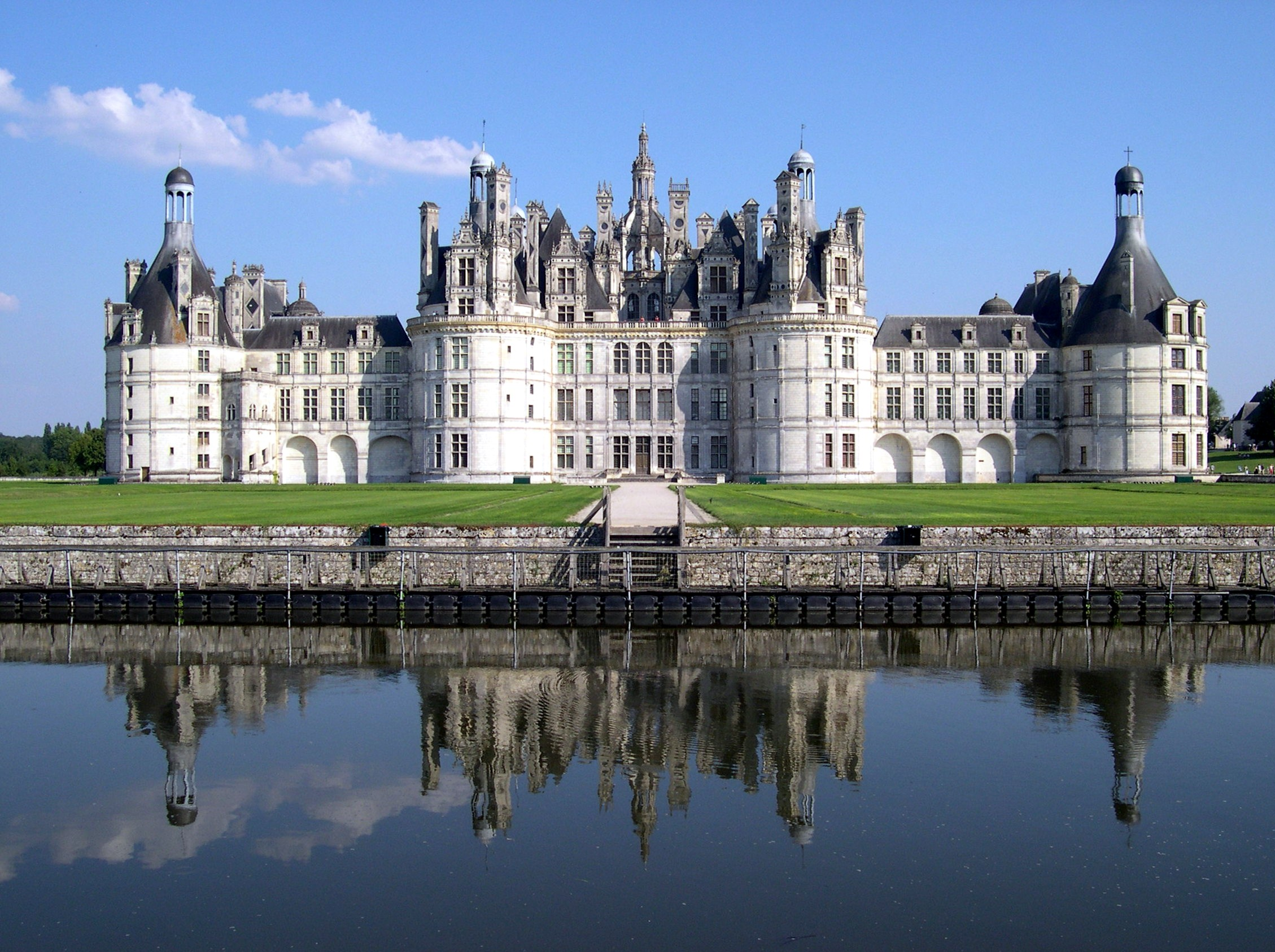
Castello di Chambord

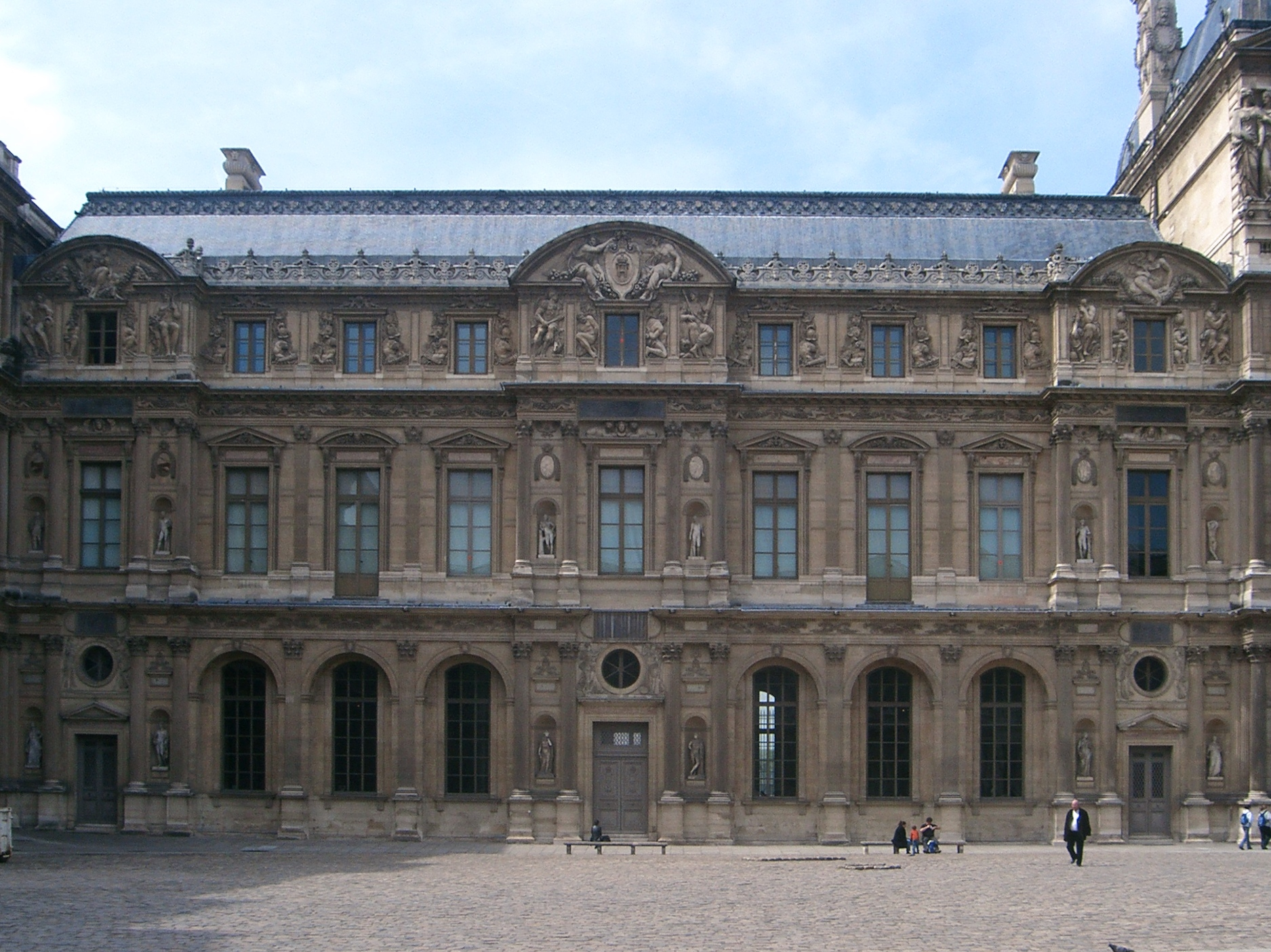
Cour Carrée, Palazzo del Louvre

Allo stesso modo, il Castello di Chambord presenta un netto contrasto tra corpi di fabbrica e coperture. Esso fu realizzato tra il 1519 ed il 1547 da Domenico da Cortona, un architetto italiano formatosi sotto la guida di Giuliano da Sangallo. Il complesso, interamente circondato da un fossato, è di forma rettangolare, con quattro torrioni circolari agli angoli, una vasta corte centrale e, lungo il lato maggiore, un dongione di forma quadrata, ancora delimitato da quattro torri a pianta circolare. Il dongione costituisce il cuore dell'intero castello ed è servito da una scala circolare a doppia spirale, ispirata ad un'idea di Leonardo da Vinci, in modo tale che chi scende non incontra chi sale.
Un altro italiano, il citato Sebastiano Serlio, prestò la sua opera nel Castello di Ancy-le-Franc, dove introdusse, attorno ad un cortile a pianta quadrata, dei corpi di fabbrica chiusi, su ogni angolo, da torri anch'esse a pianta quadrata. Questo modello, ispirato ad un palazzo napoletano di Giuliano da Maiano (la Villa di Poggioreale, oggi scomparsa), ebbe notevole fortuna nelle residenze suburbane; si tratta di uno schema certamente non ideato da Serlio, ma che l'architetto contribuì ad affermare, anche grazie all'ampia divulgazione del suo trattato.
I fronti interni del cortile riprendono il tema delle nicchie e dei pilastri binati già adottati da Bramante nel Belvedere in Vaticano.
A questo schema è riconducibile la Cour Carrée del Louvre, voluta da Francesco I in luogo del preesistente castello medioevale. I lavori, affidati a Pierre Lescot, furono avviati nel 1546; il progetto iniziale prevedeva la realizzazione di un edificio su due piani, al quale fu aggiunto un attico nel corso della costruzione. Il registro inferiore è scandito da un duplice sistema di archi e architravi; il piano superiore è articolato per mezzo di colonne e finestre con timpani triangolari e arcuati alternati; l'attico è arricchito da decorazioni di Jean Goujon che conferiscono alla Cour Carrée un'impronta decisamente manierista.

### Spagna

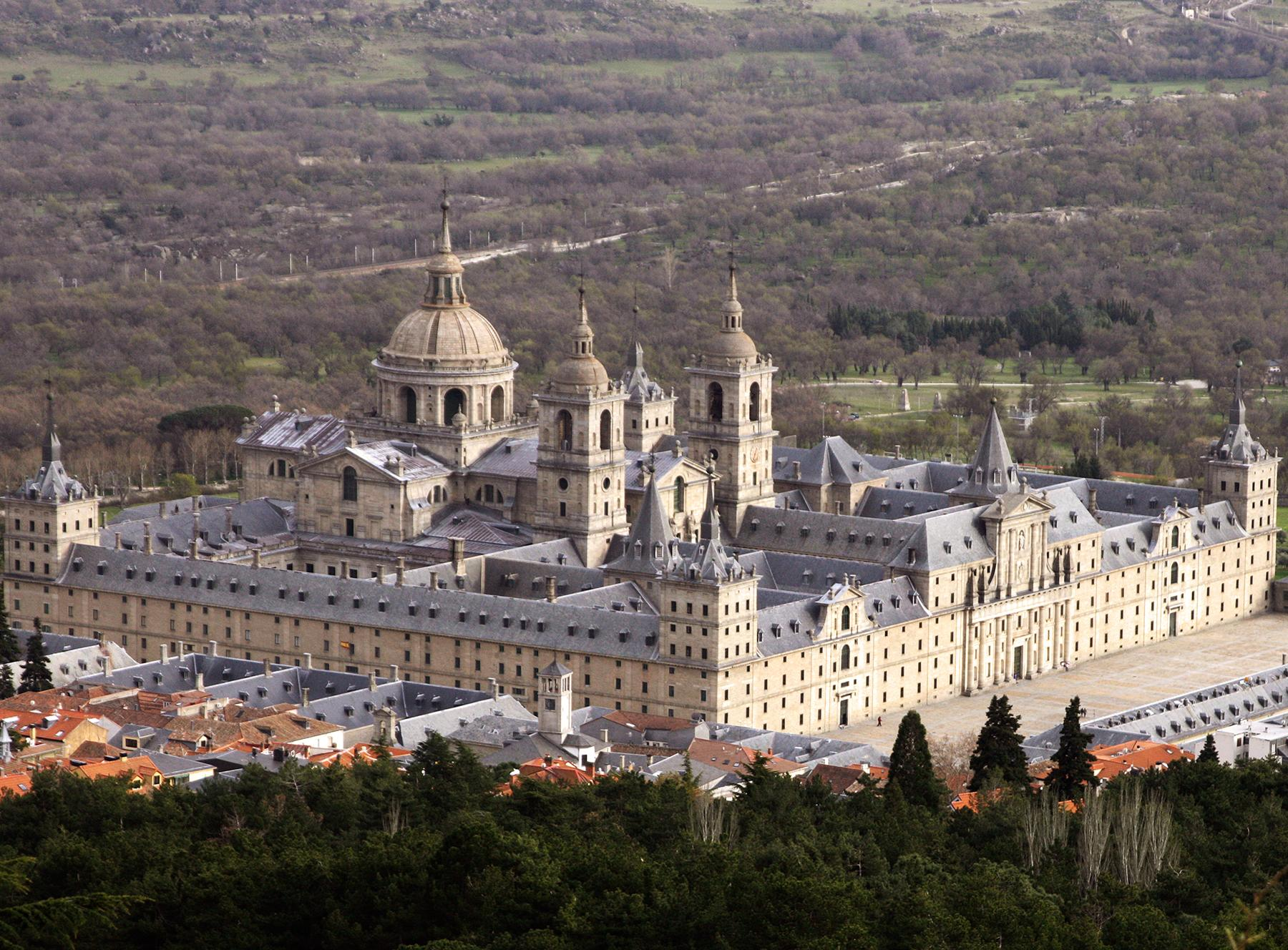
Monastero dell'Escorial, Madrid

La Spagna volse al manierismo con il palazzo di Carlo V nell'Alhambra di Granada (1526).
Progettato da Pedro Machuca, fu portato avanti da suo figlio Luis fino al 1568. La pianta è un quadrato di circa 60 metri di lato, con un angolo smussato; al centro si inserisce un vasto cortile circolare, definito da colonnati su due ordini, che anticipa la soluzione del Vignola per il Palazzo Farnese e, al contempo, si rifà alla corte, mai terminata, della Villa Madama di Raffaello Sanzio.
Anche l'esterno, con pilastri inseriti nel bugnato rustico, richiama lo stile italiano, in particolare la Casa di Raffaello (Palazzo Caprini) progettata da Bramante.
Più imponente è il Monastero dell'Escorial, a Madrid, voluto da Filippo II di Spagna e costruito tra il 1563 ed il 1584 da Juan Bautista de Toledo e da Juan de Herrera, malgrado in origine fossero stati interpellati Andrea Palladio, Galeazzo Alessi, Pellegrino Tibaldi e Vignola. La pianta si collega a quella eseguita da Filarete per l'Ospedale Maggiore di Milano (oggi sede dell'Università degli Studi di Milano): è costituita da un rettangolo di circa 200 metri per 160, con alcuni grandi cortili ed una chiesa, ispirata al San Pietro di Bramante, che si innalza sul fondo della corte centrale. All'esterno, dove si levano quattro torrioni angolari, l'architettura del monastero è piuttosto spoglia, mentre l'interno presenta una volumetria molto più articolata, con la cupola, il corpo della chiesa, le torri in facciata e l'incrocio delle coperture a doppia falda.
Peraltro, al modello del Filarete è riconducibile anche l'Hospital Real di Santiago di Compostela (1501), che con la sua pianta cruciforme si ispira proprio all'Ospedale Maggiore e al chiostro bramantesco di Sant'Ambrogio.

### Inghilterra

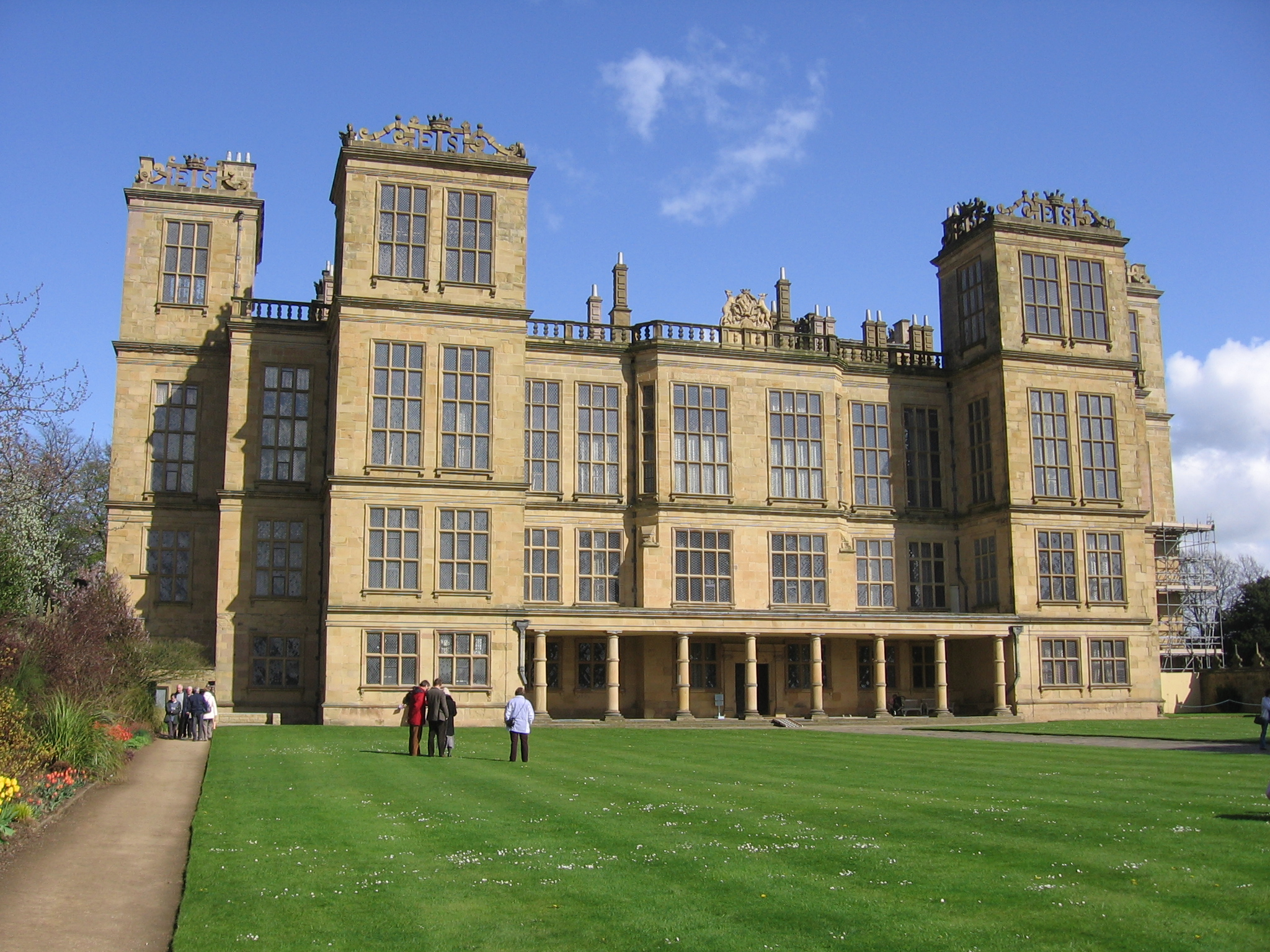
Hardwick Hall, Derbyshire

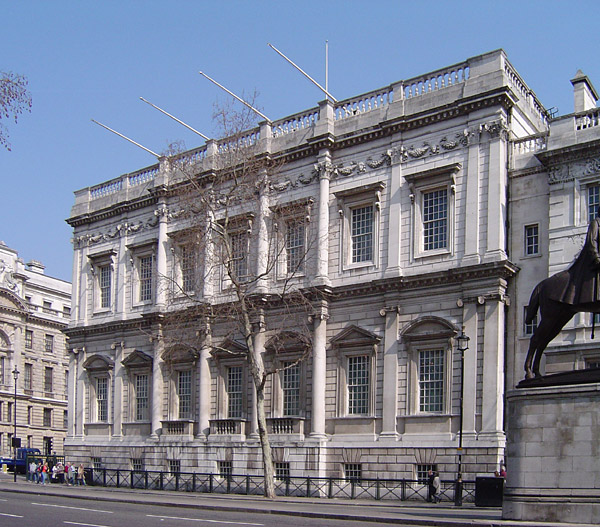
Banqueting House, Londra

Verso la fine del XVI secolo in Inghilterra furono innalzate diverse dimore di campagna, in uno stile più mirante all'"ordine" che alle "licenze". Tra queste occorre citare la Longleat House, la Wollaton Hall e la Hardwick Hall.
La prima fu innalzata tra il 1572 ed il 1580 nel Wiltshire; è caratterizzata da grandi aperture rettangolari e da avancorpi simili a bow window, mentre l'elemento più rinascimentale è rappresentato dal portale d'accesso.
Sempre nel 1580 iniziarono i lavori della Wollaton Hall, nel Nottinghamshire. La pianta riprende lo schema del quadrato affiancato da torri angolari; nella parte centrale della costruzione emerge un torrione con ulteriori quattro torrini circolari ai lati.
Così come nella Longleat House, ancora grandi vetrate segnano i prospetti della Hardwick Hall, nel Derbyshire (1590-1596). La pianta è riconducibile ad un rettangolo con torri angolari e bow window; la sommità dell'edificio, così come nelle precedenti residenze, è delimitata da una balaustra.
L'influenza italiana, ed in particolare palladiana, è più evidente nelle opere di Inigo Jones, dove gli elementi che si rifanno al manierismo (frontoni frastagliati, cornicioni dai profili complessi, lapidi e pannelli decorati ecc.) assumono un ruolo secondario rispetto alla ricerca di un'architettura "solida, dimensionabile secondo le regole, virile, priva di affettazioni".
La sua prima opera importante fu la Queen's House di Greenwich. La pianta è ad "H", forse ispirata alla Villa medicea di Poggio a Caiano, con ampie finestre regolari ed un loggiato posto al centro di un lato lungo, al quale si contrappone, sul fronte opposto, una stanza cubica di quaranta piedi.
Strettamente collegata alla Queen's House è la Banqueting House, iniziata da Jones nel 1622. Pensata secondo il modulo di un doppio cubo, inizialmente era dotata di un'abside, poi demolita. Il prospetto esterno, chiuso da un fregio riccamente decorato, è costituito da due ordini sovrapposti in bugnato liscio, con colonne e lesene che inquadrano le aperture rettangolari, secondo uno stile che si rifà ai modelli palladiani.
Il principio di impostare edifici secondo spazi regolari, in cui peraltro emerge uno stretto rapporto tra configurazione interna ed esterna, si riscontra anche in altre fabbriche di Inigo Jones: ad esempio, riconducibile alla modularità del doppio cubo è la Queen's Chapel (1623), mentre la pianta della chiesa del Covent Garden (1631) è ancora impostata su un doppio quadrato.

### Altri Paesi

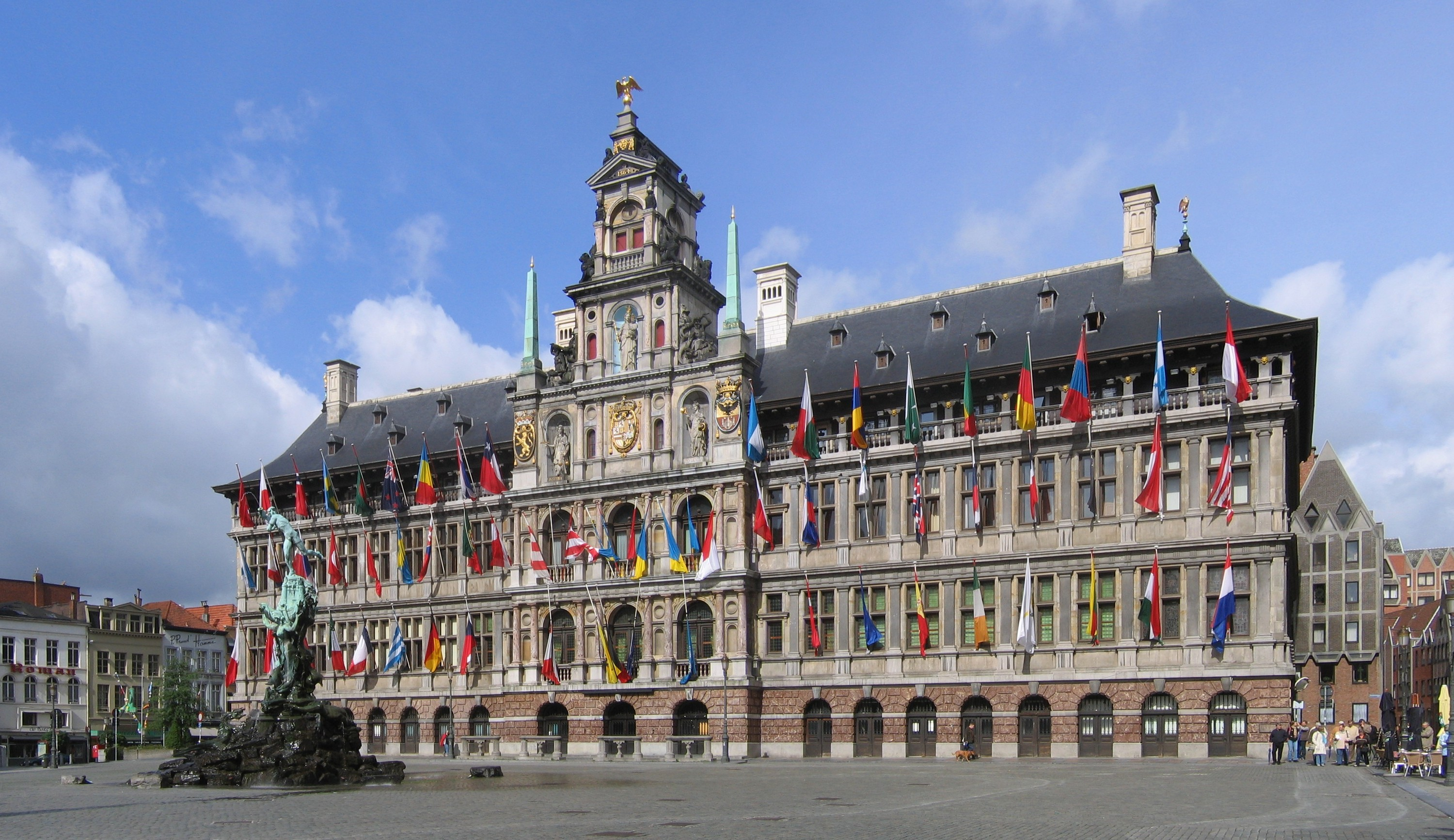
Municipio di Anversa

In Belgio una delle opere più significative è da ricercare nel Municipio di Anversa, che Cornelis Floris de Vriendt edificò tra il 1561 ed il 1566. Il palazzo si trova ai margini di una vasta piazza dove affacciano fabbricati tardo-gotici con dettagli rinascimentali e barocchi; nonostante la presenza di un avancorpo centrale d'uso nordico, l'edificio deriva da Bramante e Serlio.
La facciata, traforata da grandi aperture, è impostata su quattro ordini delimitati da cornici marcapiano; l'avancorpo, con archi a tutto sesto, è ornato mediante colonne binate e nicchie.
Questo modello fu importato in diverse regioni europee, a cominciare dai Paesi Bassi e Germania. Ad esempio, tra il 1615 ed il 1620, Elias Holl realizzò il Palazzo Comunale di Augusta, con avancorpo centrale chiuso da un timpano modanato; ai lati del piano di copertura si innalzano due torri a pianta quadrata, sulle quali si innestano due volumi poligonali con cupole a bulbo.
Invece, nell'architettura religiosa tedesca, una delle prime chiese legate alla Controriforma fu la Michaelskirche di Monaco di Baviera, eretta dal 1585 su modello della chiesa del Gesù di Roma. Caratterizzata da una facciata manierista, l'interno sorprende per l'ampia volta a botte che copre la navata centrale; come nella basilica romana, anche qui le cappelle laterali affacciano direttamente lungo la navata mediante una serie di arcate, ma gli ambienti che ne risultano, rispetto al modello del Vignola, mostrano una maggiore integrazione con la navata centrale.

## Altre immagini

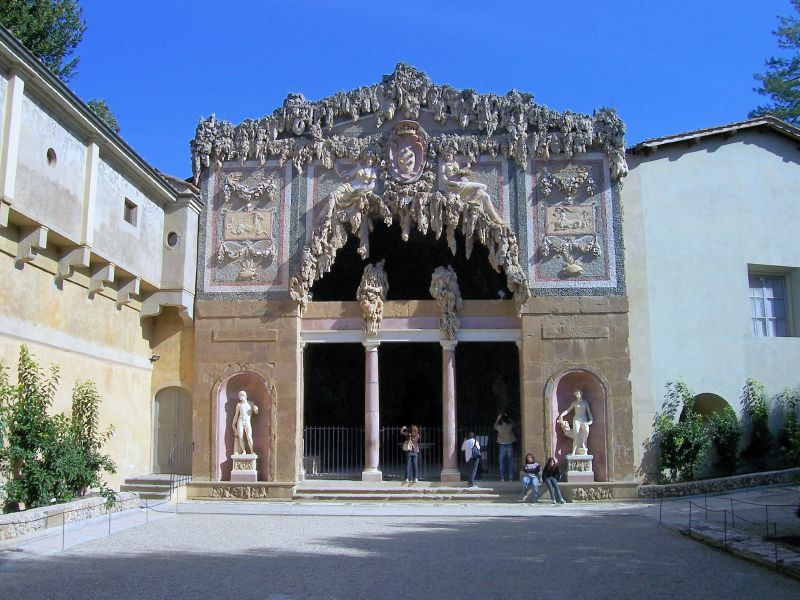
Bernardo Buontalenti, Grotta Grande, Firenze
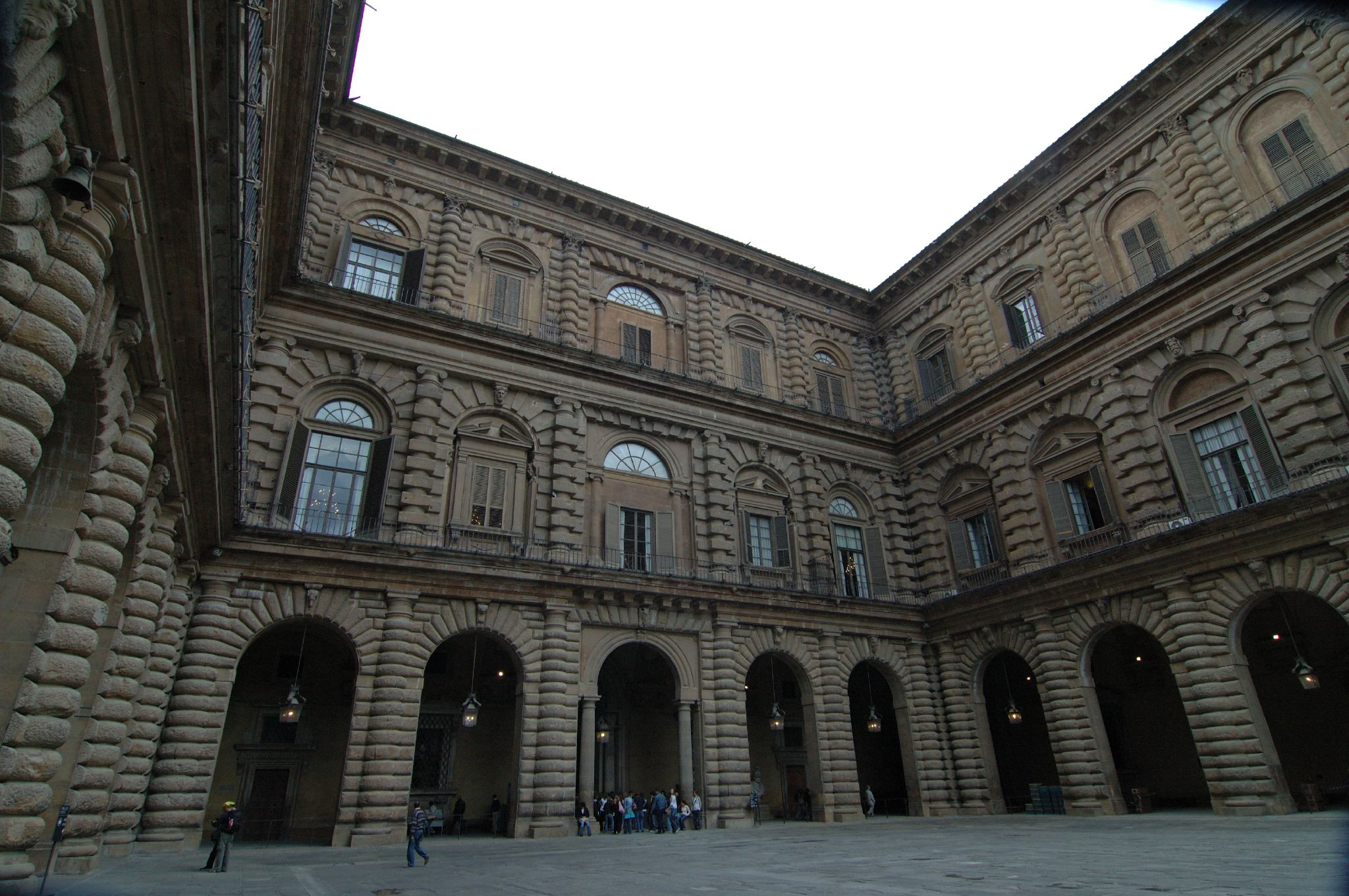
Ammannati, corte di Palazzo Pitti, Firenze
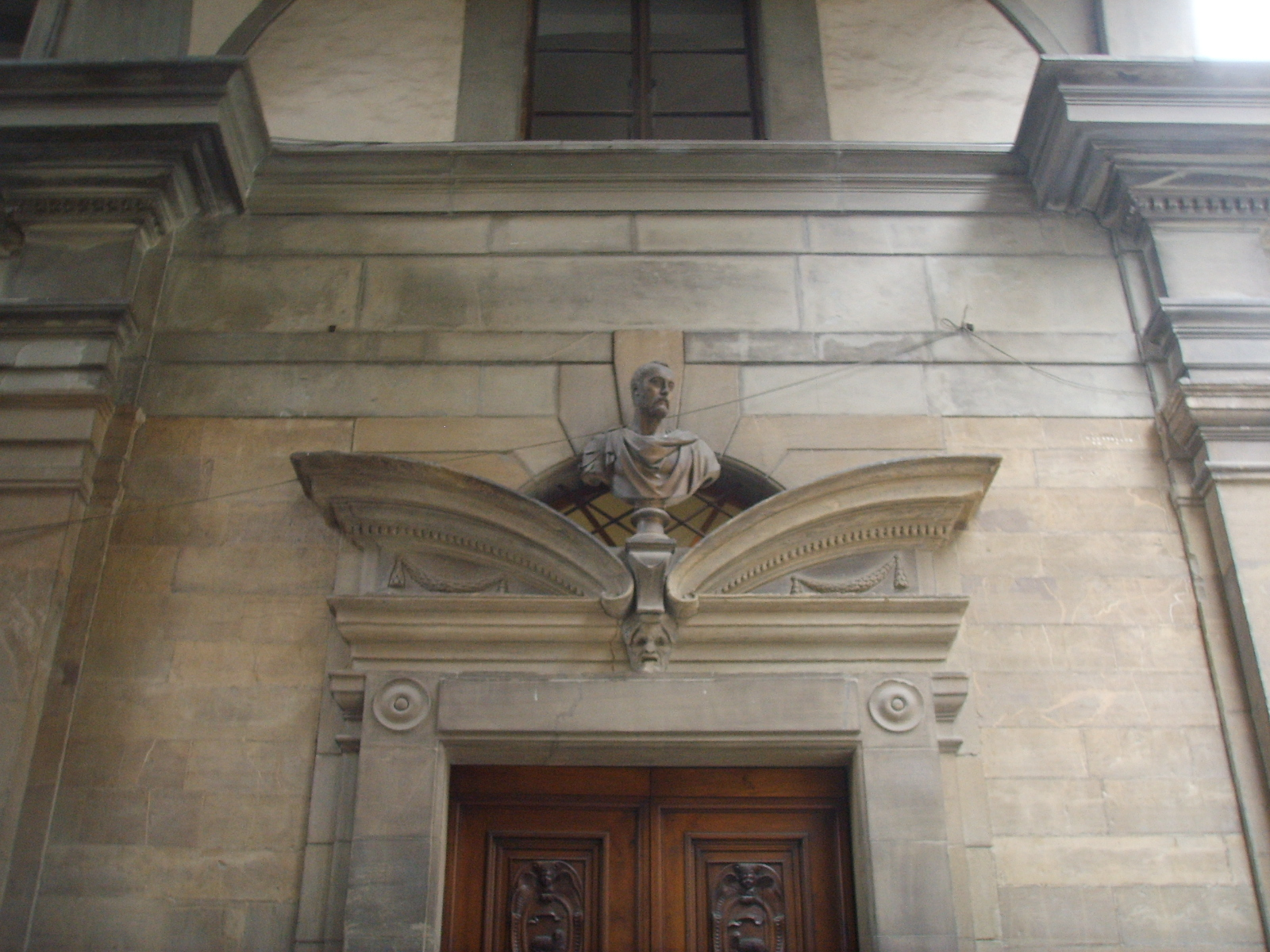
Buontalenti, timpano spezzato agli Uffizi, Firenze
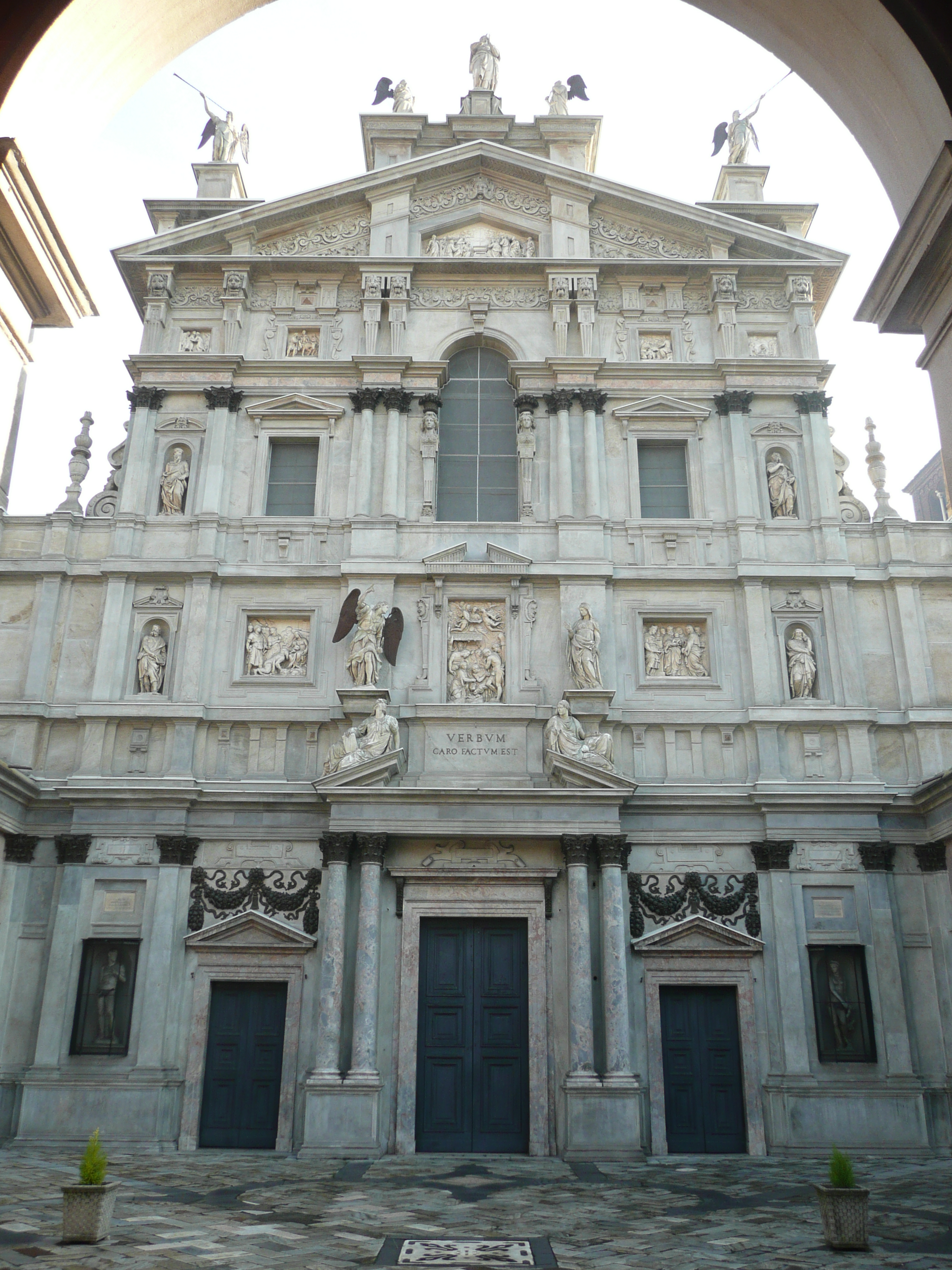
Facciata di Santa Maria presso San Celso, Milano
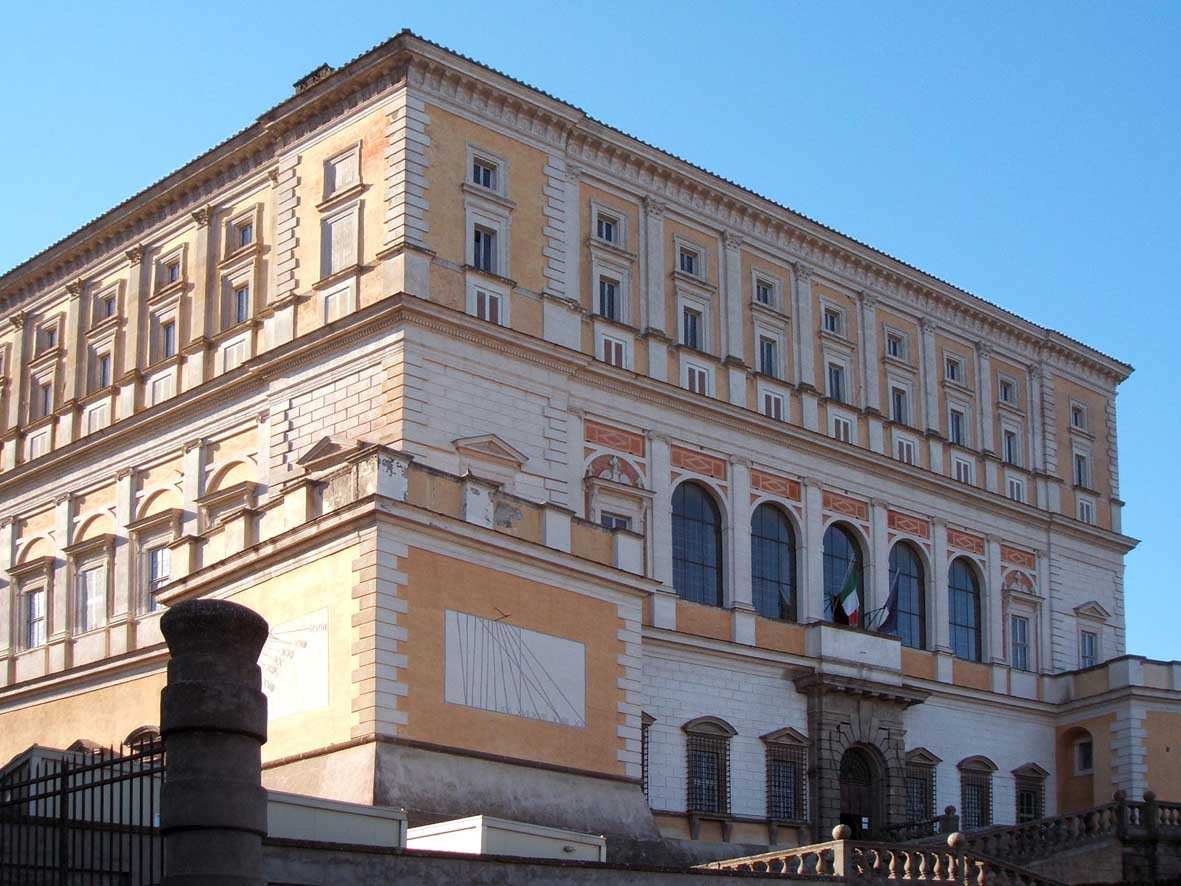
Il Vignola, Palazzo Farnese, Caprarola
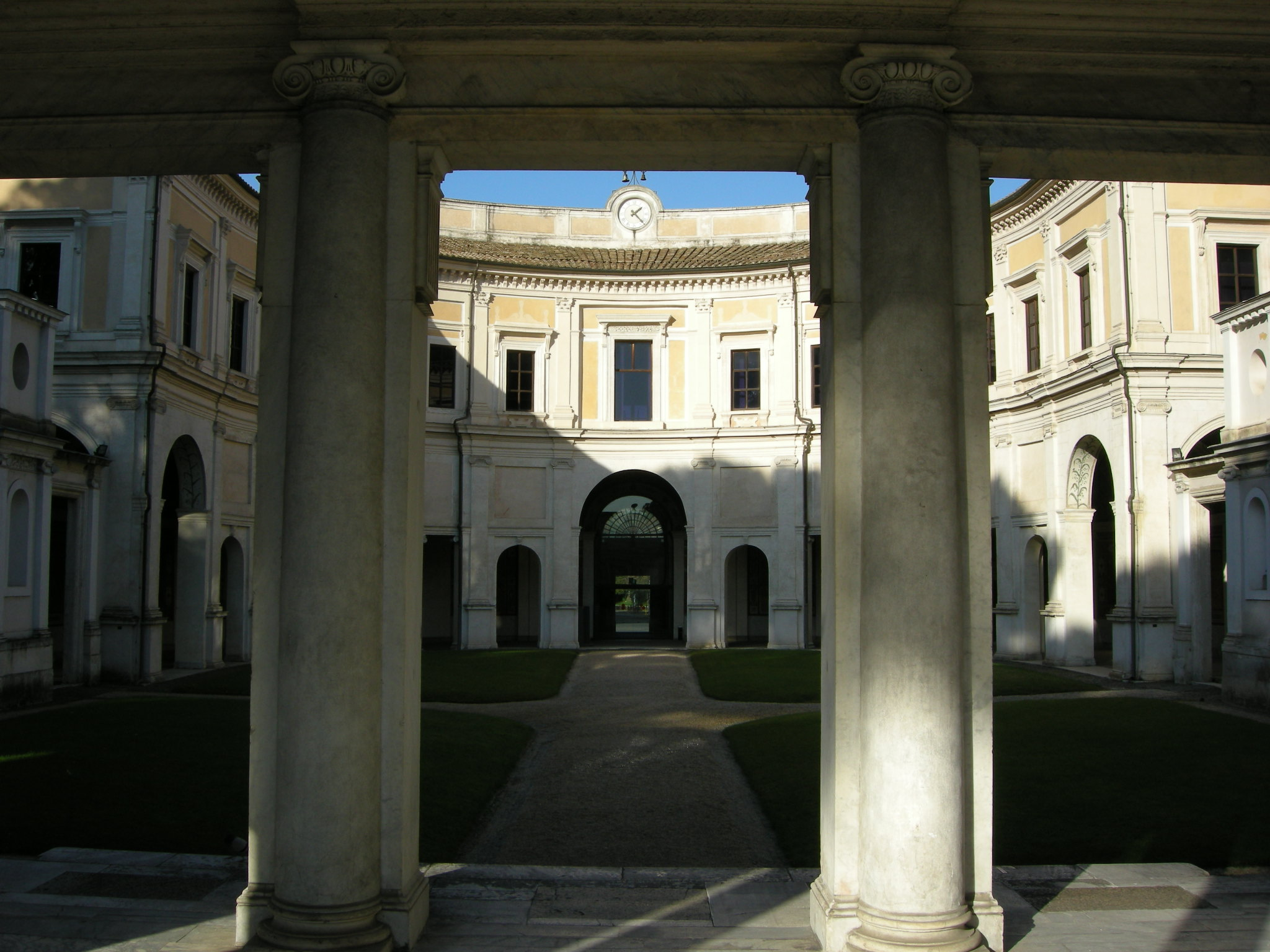
Corte interna di Villa Giulia, Roma
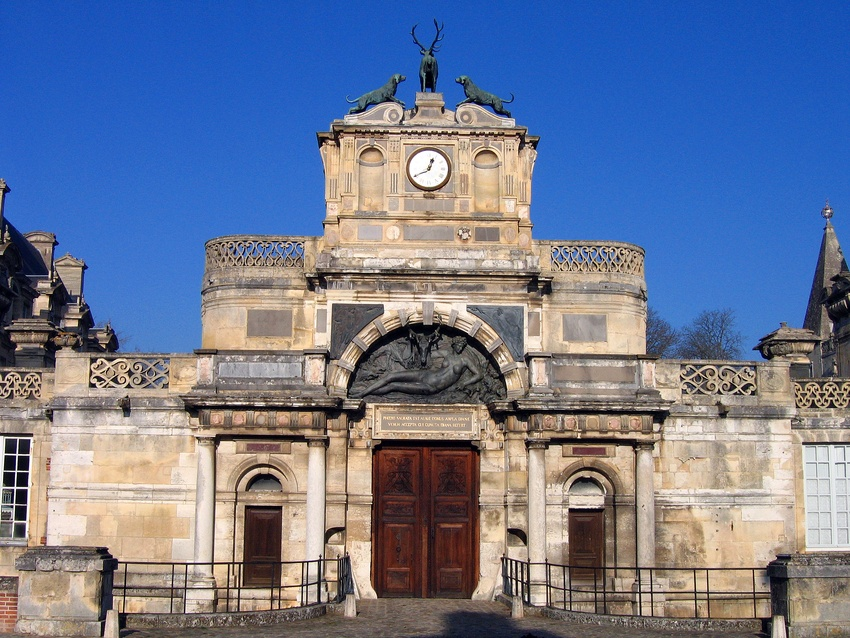
Philibert Delorme, Castello di Anet
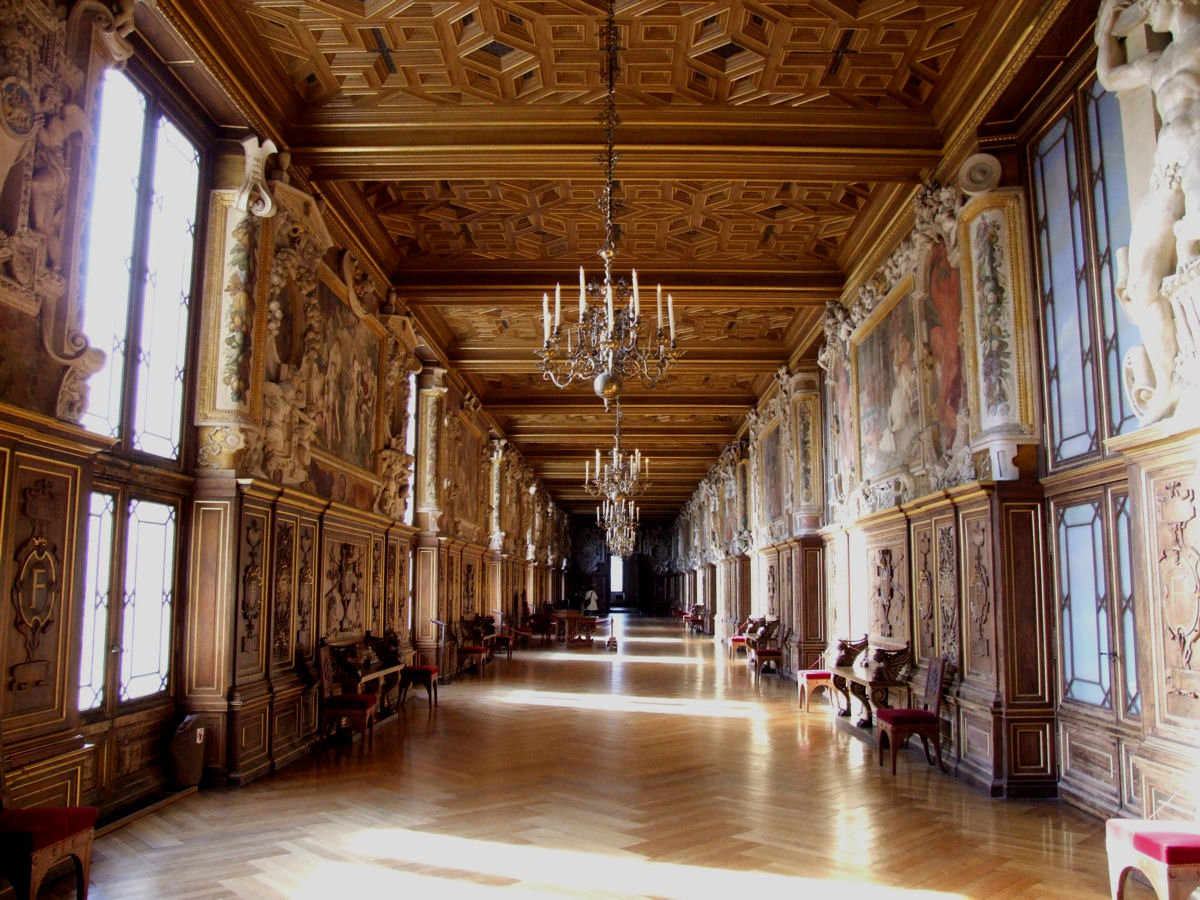
Galleria di Francesco I, Castello di Fontainebleau
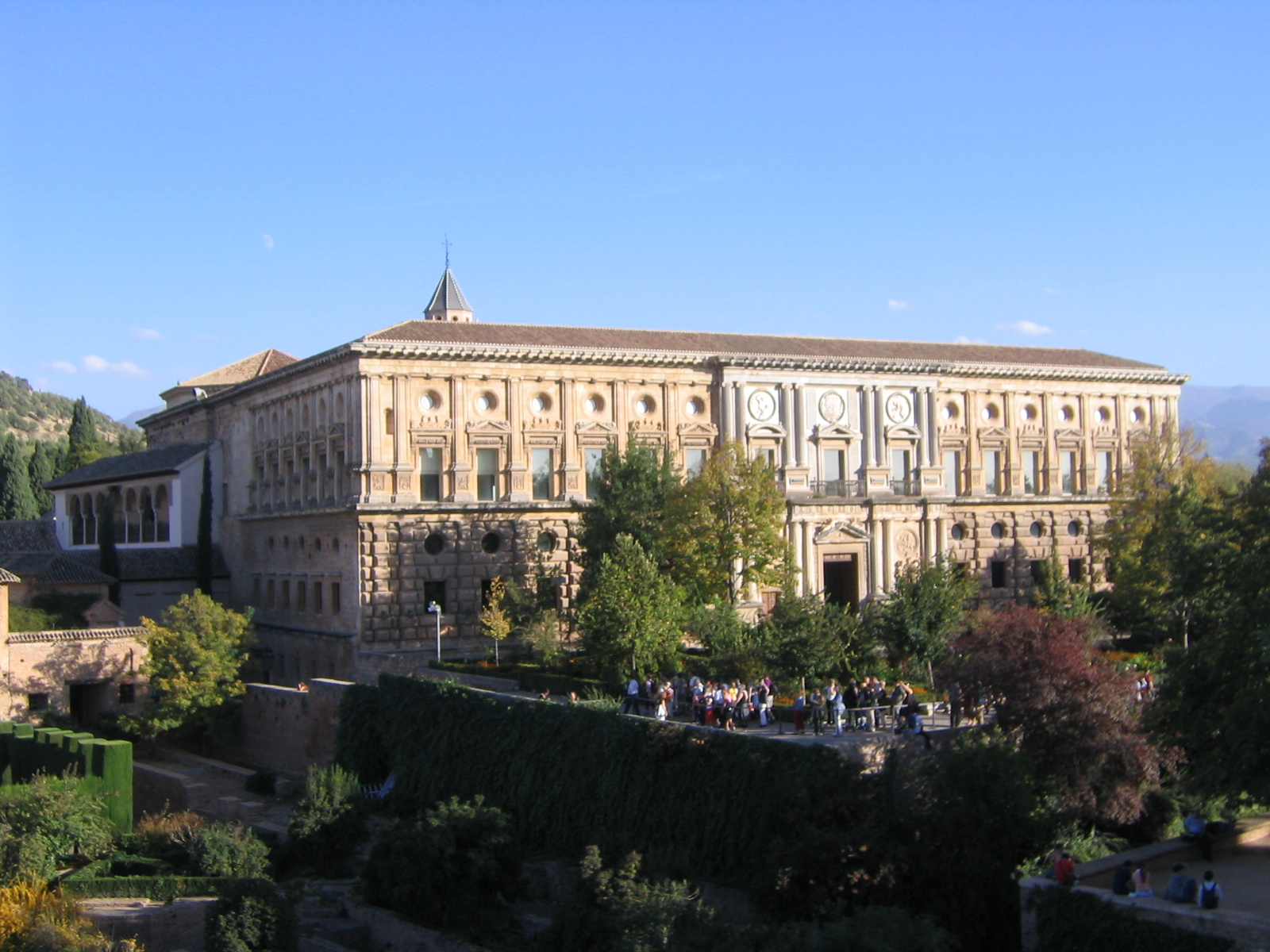
Palazzo di Carlo V, Granada
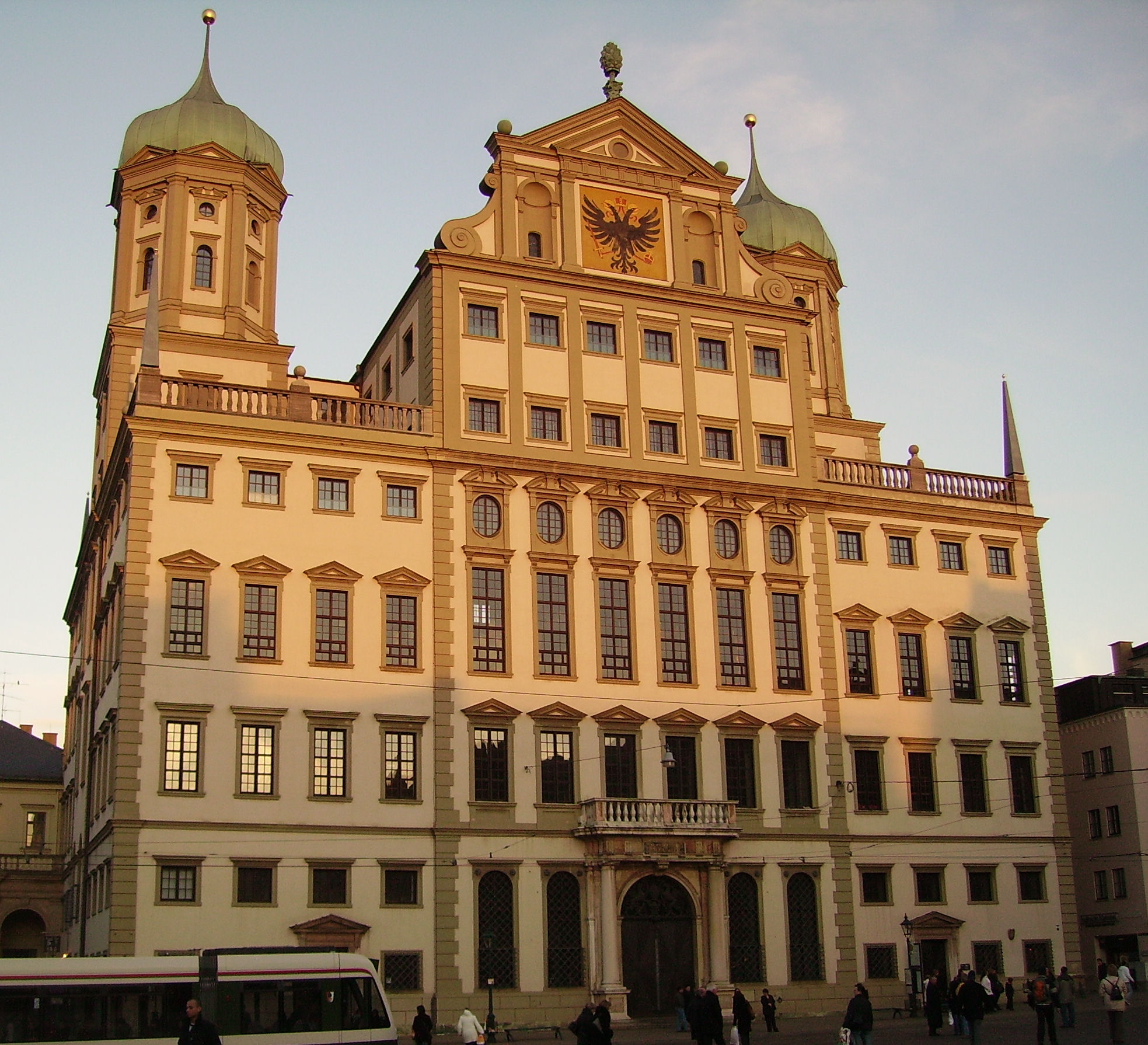
Elias Holl, Palazzo Comunale, Augusta
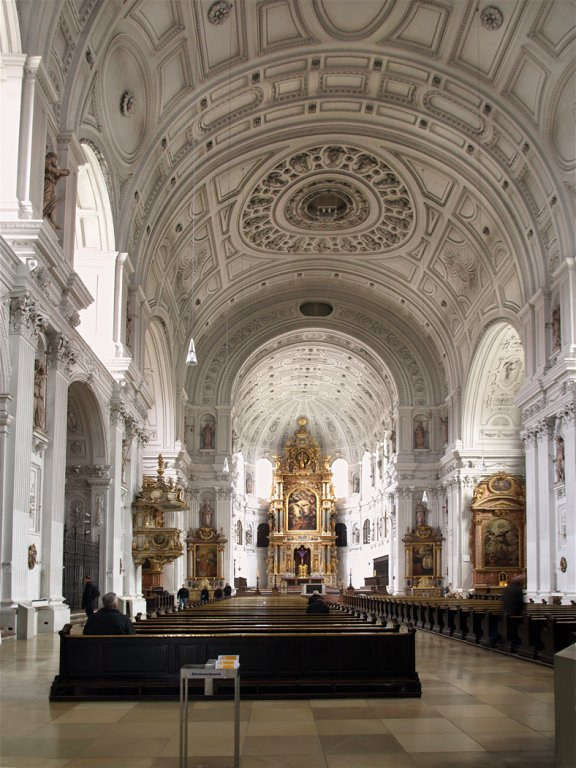
Michaelskirche, Monaco di Baviera
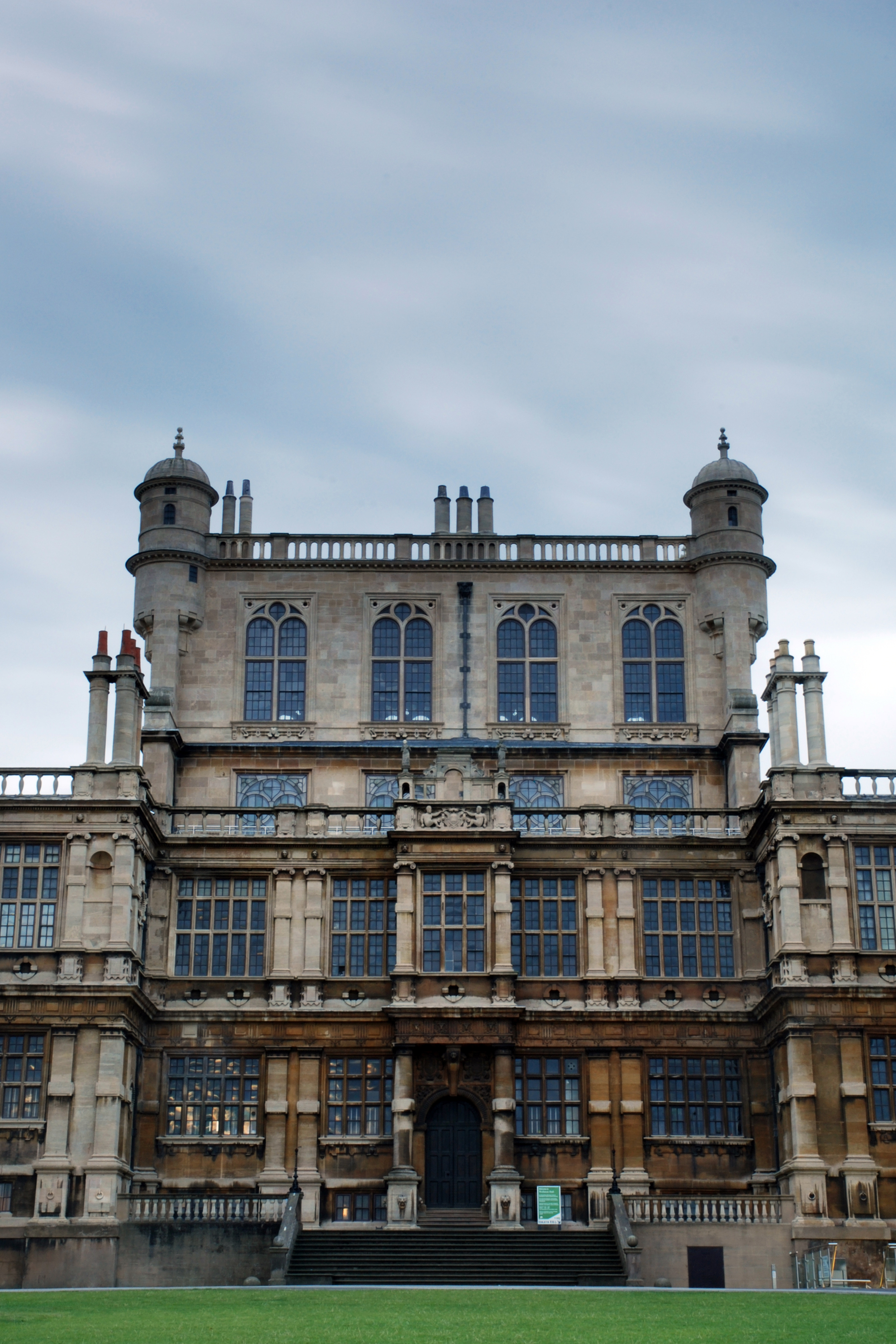
Wollaton Hall, Nottinghamshire
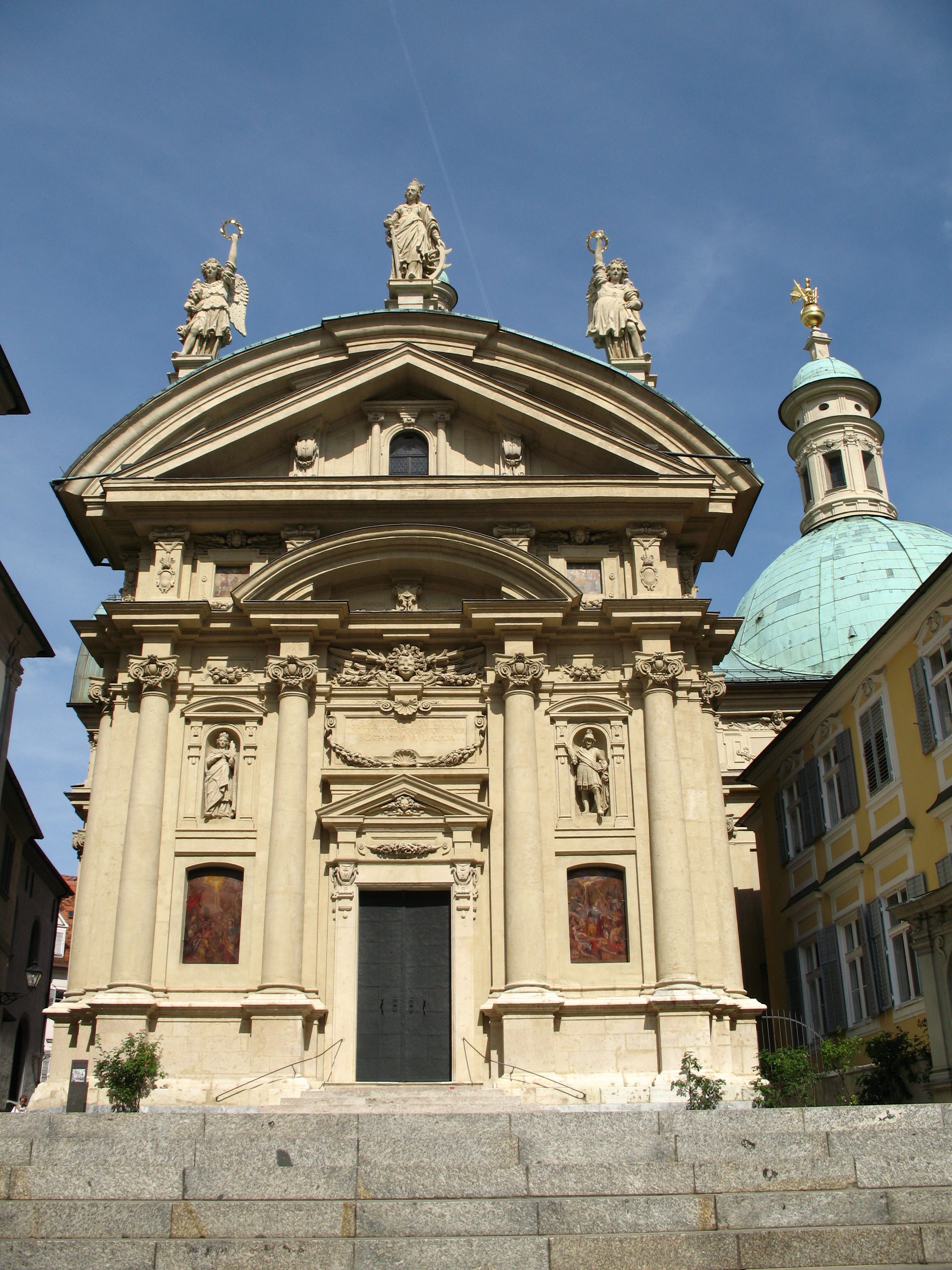
Mausoleo di Ferdinando II a Graz di Giovanni Pietro de Pomis